# Bückeburg
Bückeburg ist eine Stadt im niedersächsischen Landkreis Schaumburg mit rund 19.000 Einwohnern. Sie war ab 1640/47 Residenzstadt der Grafschaft Schaumburg-Lippe, ab 1807 des Fürstentums und von 1919 bis 1946 Hauptstadt des republikanischen Freistaats. Bückeburg liegt etwa 50 Kilometer westlich von Hannover und 10 Kilometer östlich von Minden am Höhenzug Harrl und grenzt westlich, südlich und nördlich unmittelbar an das Land Nordrhein-Westfalen. Die Stadt ist Sitz des Niedersächsischen Staatsgerichtshofes.

## Geographie

### Geographische Lage
Bückeburg liegt in Niedersachsen unmittelbar nördlich des Weserberglandes am Rande der Norddeutschen Tiefebene. Der tiefste Punkt der Stadt liegt mit 45 Metern ü. NN im Ortsteil Cammer, der höchste Punkt ist mit 211 Metern ü. NN der Harrl, auf dem der Idaturm steht.

### Stadtgliederung
Die Stadt hat acht Ortsteile: Achum, Bergdorf, Cammer, Evesen, Meinsen-Warber, Müsingen, Rusbend und Scheie. Ein Teil der Gemeinde Selliendorf-Knatensen wurde 1939 eingemeindet. Berenbusch, Nordholz, Petzen und Röcke waren 1939 mit Evesen zur Großgemeinde Evesen zusammengeschlossen worden.
In der Stadt Bückeburg ist ferner der vorher eigenständige Ort Jetenburg mit der Gemarkung Kornmasch aufgegangen (Eingemeindung 1928), zu dessen Pfarrei Bückeburg bis spätestens 1615 gehörte (Einweihung der Stadtkirche).

### Nachbargemeinden
Östlich grenzen an Bückeburg folgende Städte und Gemeinden, die alle zum Landkreis Schaumburg gehören: Samtgemeinde Niedernwöhren, Samtgemeinde Nienstädt, Stadt Obernkirchen, Samtgemeinde Eilsen. Ansonsten grenzt die Stadt in drei Himmelsrichtungen an Städte in Nordrhein-Westfalen: südlich an Porta Westfalica, westlich an Minden und nördlich an Petershagen.

### Gewässer
Im nördlichen Stadtgebiet von Bückeburg wird die Stadt in den Stadtteilen Rusbend und Berenbusch vom Mittellandkanal durchquert. Die Bückeburger Aue durchfließt die Stadtteile Achum, Meinsen, Warber und Cammer. Der Schlossbach, der die Kernstadt durchquert, nachdem er die Schlossgraft verlassen hat, sowie die Rennriehe sind Nebenflüsse der Bückeburger Aue. Weitere Bäche innerhalb der Stadtgrenzen sind der Harrler Trift, die Schölbeeke, die Schermbeeke, die Maulbeeke, die Schlöpe, die Rothe und der Depenbach. Stehende Gewässer innerhalb der Stadtgrenzen sind der Gevattersee, die Hofwiesenteiche und die Wietser Teiche im Schaumburger Wald.

### Klima
Das Klima in Bückeburg gilt als gemäßigt warm und es gibt über das ganze Jahr verteilt vergleichsweise viel Niederschlag. Durchschnittlich sind es 739 mm pro Jahr. Der trockenste Monat ist der Februar, der nasseste der Juli. Der wärmste Monat ist der Juli, der kälteste der Januar. Die Durchschnittstemperatur eines Jahres beträgt 10,8 °C.
|                       | Jan  | Feb  | Mär  | Apr  | Mai  | Jun  | Jul  | Aug  | Sep  | Okt  | Nov  | Dez  |   |      |
| Mittl. Tagesmax. (°C) | 4,6  | 5,9  | 10,2 | 15,4 | 20,1 | 22,4 | 25,4 | 24,2 | 20,6 | 14,7 | 9,2  | 7,4  | ⌀ | 15,1 |
| Mittl. Tagesmin. (°C) | 0,3  | 0,3  | 2,2  | 5,2  | 8,9  | 12,0 | 14,4 | 13,6 | 11,5 | 8,1  | 4,3  | 3,2  | ⌀ | 7    |
|                       |      |      |      |      |      |      |      |      |      |      |      |      |   |      |
| Niederschlag (mm)     | 63,0 | 36,0 | 40,0 | 44,0 | 46,0 | 59,0 | 92,0 | 62,0 | 48,0 | 62,0 | 58,0 | 50,0 | Σ | 660  |
|                       |      |      |      |      |      |      |      |      |      |      |      |      |   |      |
| Sonnenstunden (h/d)   | 1    | 2    | 3    | 5    | 7    | 6    | 7    | 6    | 5    | 3    | 2    | 1    | ⌀ | 4    |
|                       |      |      |      |      |      |      |      |      |      |      |      |      |   |      |
| Regentage (d)         | 19   | 14   | 15   | 14   | 11   | 16   | 16   | 17   | 14   | 17   | 15   | 19   | Σ | 187  |

| 0,3 |

| 0,3 |

| 2,2 |

| 5,2 |

| 8,9 |

| 12,0 |

| 14,4 |

| 13,6 |

| 11,5 |

| 8,1 |

| 4,3 |

| 3,2 |

| 0,3 |

| 0,3 |

| 2,2 |

| 5,2 |

| 8,9 |

| 12,0 |

| 14,4 |

| 13,6 |

| 11,5 |

| 8,1 |

| 4,3 |

| 3,2 |

## Geschichte

### Vorgeschichtliche Zeit
Die Spuren erster Besiedlung weisen in die Zeit um 4000 v. Chr. zurück. Im Heimatmuseum zeugen kugelförmige Mühlenläufer (Hand-Mühlsteine) sowie auch die zahlreich im Raum Bückeburg gefundenen Steinbeile von den Menschen der Jungsteinzeit. Diese lebten in den damals lichten Wäldern und betrieben bei mildem Klima eine eher dem Gartenbau vergleichbare Ackerwirtschaft; waren die Böden erschöpft, zogen die Menschen weiter.(S. 18)
Als mit Beginn der Bronzezeit um das Jahr 2000 v. Chr. das Klima trockener und wärmer geworden war, lebten auch im Bückeburger Raum die Menschen vor allem von der Waldweide. Mit Einsetzen der Eisenzeit gegen 800 v. Chr. wurde das Klima spürbar feuchter, die Wälder wurden dichter und sumpfiger. Die geringe Anzahl an Funden aus der Bronze- und der Eisenzeit werten Wissenschaftler als Hinweis, dass die natürlichen Bedingungen eine längere Besiedlung nicht mehr zuließen. Bekannt ist auch, dass der dort ansässige germanische Stamm der Cherusker um 200 n. Chr. dieses Gebiet kampflos aufgab.(S. 19)

### Mittelalter

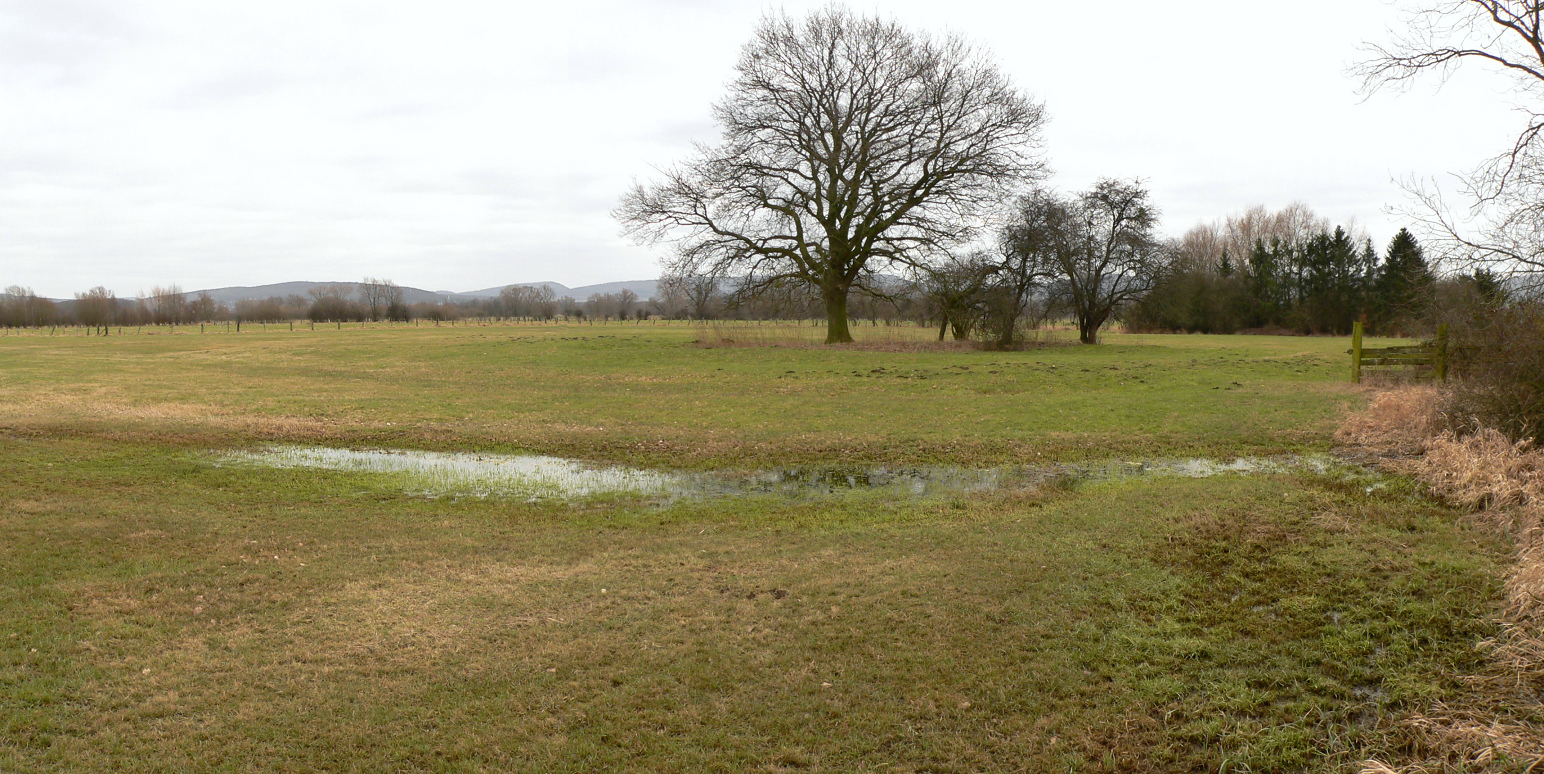
Burghügel und Wassergraben der Niederungsburg Hus Aren

Im Mittelalter wurde die sich bis etwa zur Leine hin erstreckende sumpfig-moorige Waldlandschaft um Bückeburg Bukkigau genannt. Daraus leitet sich der Ortsname von Bückeburg ab. Er überliefert das verklungene Wort buk, das Moder, Moor, Sumpf bedeutet.(S. 63) Eine Namensableitung von den in den damaligen Wäldern häufig wachsenden Buchen (Rotbuchen) liegt bei Bückeburg nicht vor.
Zur Zeit der Sachsen wurde der Bukkigau erstmals urkundlich erwähnt. Karl der Große zog im Jahr 775 nach einem Feldzug gegen die Ostfalen auf der durch dieses Gebiet führenden Heerstraße Hellweg vor dem Santforde zurück zum Rhein. Zu dieser Zeit und in den folgenden Jahrhunderten beherrschten mehrere Edelherren die Gegend. Die Arnheimer kontrollierten von ihrer Niederungsburg Hus Aren bei Nordholz im heutigen Raum Bückeburg insbesondere die altsächsischen Siedlungskerne in Petzen, Röcke, Jetenburg, Müsingen, Scheie, Warber und Achum. Dies sind Wohnplätze, die bereits in der Jungsteinzeit bewohnt waren. Die Schaumburger Grafen herrschten in der Region zwischen Deister und Süntel sowie bei Rinteln über weite Landstriche rechts und links der Weser. Letztlich setzte sich das Adelsgeschlecht der Schaumburger auch im Bückeburger Gebiet durch.(S. 12, 18f)(S. 120 f., 212 f.)

### Die Bückeburg

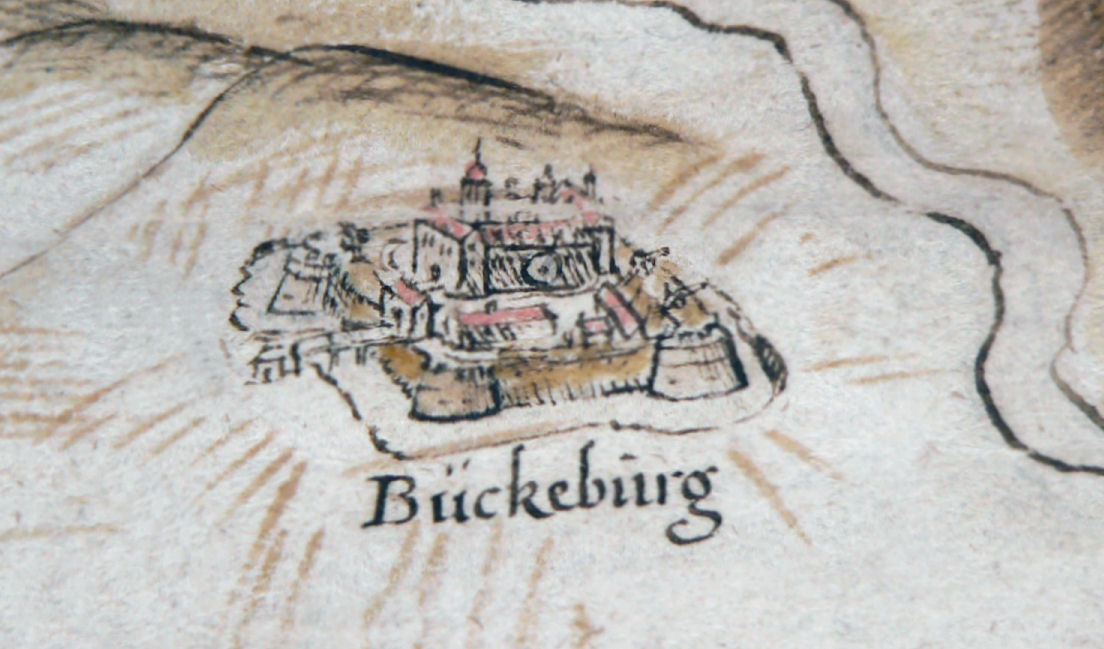
Darstellung der Bückeburg mit Weser um 1520 während der Hildesheimer Stiftsfehde, Zeichnung von Johannes Krabbe von 1591

Adolf VI. Graf von Schauenburg und Holstein-Pinneberg ließ nahe den schon länger bestehenden, kleinen Siedlungen Sutherem und Jetenburg um das Jahr 1300 eine Wasserburg errichten. Die Benennung erfolgte nach der schon um 1181 verfallenen Alten Bückeburg im nahe gelegenen Obernkirchen, der Burg der Grafen des Bukkigaus. Anfänglich bestand die Befestigungsanlage nur aus einem Wehrturm und Wirtschaftsgebäuden, vor denen sich im Laufe der Zeit eine kleine Siedlung entwickelte. Die 1304 erstmals erwähnte Bückeburg sowie Sutherem und Jetenburg sind die Keimzellen der heutigen Stadt. Nach und nach ließen sich rund um die Burg Bauern, Handwerker und Lehnsleute der Schaumburger Grafen nieder. 1365 erhielt Bückeburg das Fleckenrecht. In dieser Zeit entstanden vier Burgmannshöfe: an der Langen Straße (heute: Landesmuseum), am Sablé-Platz (heute: Hubschraubermuseum), an der Trompeterstraße (nur noch ein Torbogen ist erhalten) und der vierte an der Stelle der heutigen Stadtkirche. Der mit Wall und Graben gesicherte Flecken wuchs in den nächsten drei Jahrhunderten nur schleppend. Seit 1498 residierte dort Graf Johann IV., der 1510 die Marienkirche errichten ließ, die aber nach dem Brand von 1541 nicht wieder aufgebaut wurde. Graf Otto IV. ließ in der Mitte des 16. Jahrhunderts die Wasserburg zum vierflügeligen Schloss Bückeburg umgestalten. Der Flecken vor dem Schloss hatte im Jahr 1561 gerade einmal etwa 300 Einwohner, 40 Jahre später waren es rund 500.(S. 2)(S. 120f)(S. 2)(S. 59)

### Erster Wachstumsschub

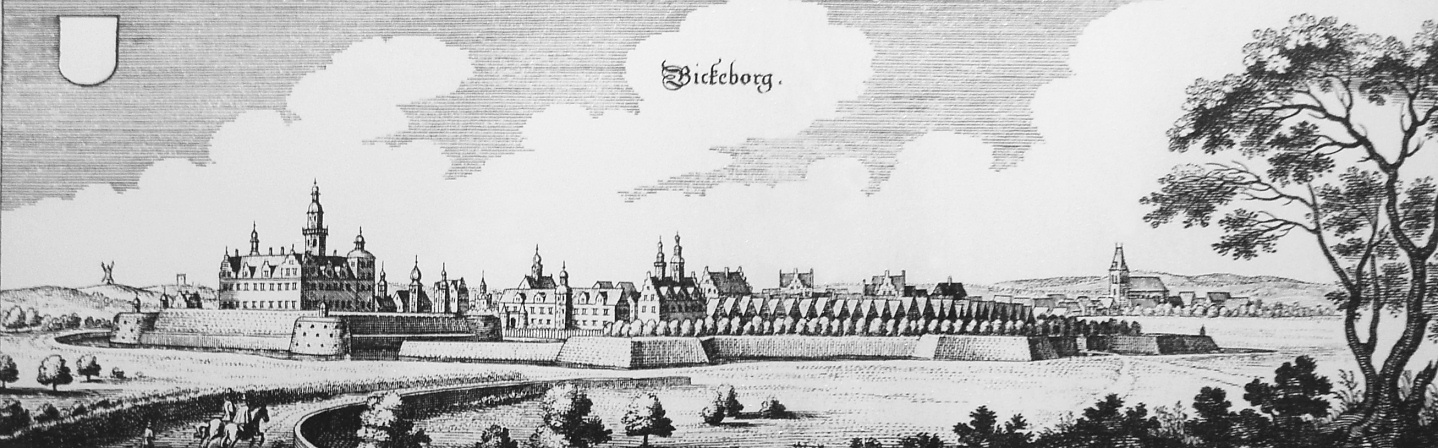
Merian-Stich von Bückeburg um 1654, links Schloss Bückeburg

Das Bild änderte sich mit Graf Ernst zu Holstein-Schaumburg (später Fürst Ernst), der im Jahr 1607 Bückeburg zu seiner ständigen Residenz machte. Seither ist die Entwicklung der Stadt eng mit der des Hauses Schaumburg verknüpft. Unter Ernst wurde das Schloss ein weiteres Mal umgebaut und mit dem Hofkammergebäude samt Marstall, Ballhaus und Schlosstor erweitert. Die Neue Straße, die Sackstraße und die südliche Bahnhofstraße entstanden, die Straßen wurden gepflastert. An der Schulstraße entstand die Knabenschule (heute: Stadtbücherei), nicht weit vom Schlosstor das alte Rathaus (Vorgängerbau des heutigen Rathauses) und das gegenüberliegende Renthaus (heute: Stadthaus). An der Hauptverbindungsachse, welche die gut gesicherte Stadtfestung durchzog, wurden zu dieser Zeit Torhäuser gebaut: im Westen im Bereich Mindener Straße/Lange Straße das Untere Tor (auch Mindener Tor), im Osten das Obere Tor im Bereich Obertorstraße/Lange Straße.
Zwei Daten markieren den Höhepunkt von Bückeburgs Entwicklung in dieser Zeit. Im Jahr 1609 verlieh Ernst dem Flecken das Stadtrecht. Auf damals noch freier Ackerfläche wurde in den Jahren 1611 bis 1615 die Bückeburger Stadtkirche errichtet. Sie gilt als zweites nach der Reformation gebautes protestantisches Gotteshaus überhaupt.(S. 62)(S. 121)(S. 2–12)

### Dreißigjähriger Krieg
Während des Dreißigjährigen Krieges kam es in Bückeburg zu Einquartierungen von Söldnertrupps. Das Ausmaß war geringer als in der Nachbarstadt Rinteln. Bückeburg überstand den Krieg halbwegs unbeschadet, eine Zeit lang als Außenstelle der Festung Minden. Eine Kriegsfolge war, dass die bisherige Grafschaft Schaumburg zweigeteilt wurde: Ihr nördlicher Teil wurde zur Grafschaft Schaumburg-Lippe, weil seit Philipp I. Adlige aus einer Nebenlinie des Hauses Lippe in der Herrschaft folgten, die die Stadt erneut zur Residenz wählten.(S. 5 f.)

### Barock und Aufklärung

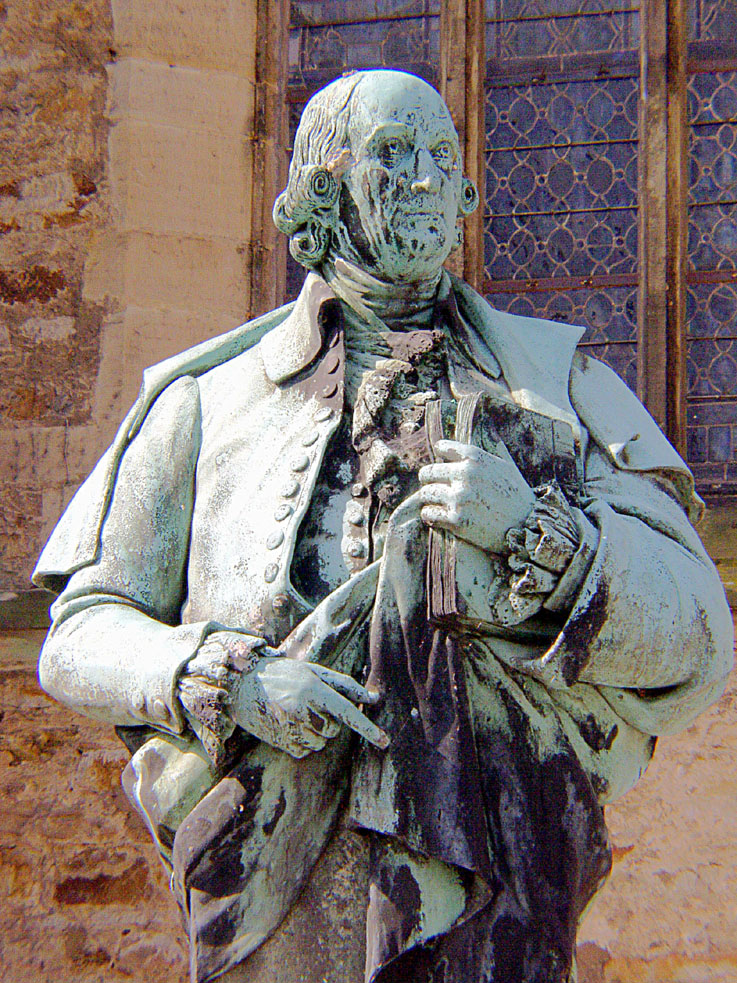
An den Aufenthalt von Johann Gottfried Herder in Bückeburg erinnert seit 1908 ein Denkmal an der Stadtkirche

Mit der architektonischen Prachtentfaltung wie unter Graf Ernst war es zwar vorbei, dafür blühte in den folgenden 150 Jahren das geistige Leben auf. Der Denker der Aufklärung, Voltaire, war Gast am Bückeburger Hof; der Philosoph Thomas Abbt, der Theologe und Philosoph Johann Gottfried Herder sowie der Musiker und Komponist Johann Christoph Friedrich Bach lebten in der Stadt. Eine wichtige Figur dieser Zeit war Graf Wilhelm. Der Militärtheoretiker ließ im Steinhuder Meer die Festung Wilhelmstein und im Schaumburger Wald das Jagdschloss Baum und sein Mausoleum als Stufenpyramide errichten. Die zweite Frau seines Nachfolgers Philipp II., Gräfin Juliane, holte den hessischen Arzt Bernhard Christoph Faust als Leibarzt und Hofrat nach Bückeburg, der sich um die Gesundheit der Landbevölkerung Verdienste erwarb. Die Stadt profitierte von dieser kulturellen Blüteperiode durch die Anwesenheit zahlreicher zahlungskräftiger Bewohner ökonomisch.(S. 7 ff.)
1787 besetzte die Landgrafschaft Hessen-Kassel im Bückeburger Streit das Land, konnte aber durch kurhannoversches und preußisches Eingreifen zum Rückzug gezwungen werden.

### Zweiter Wachstumsschub

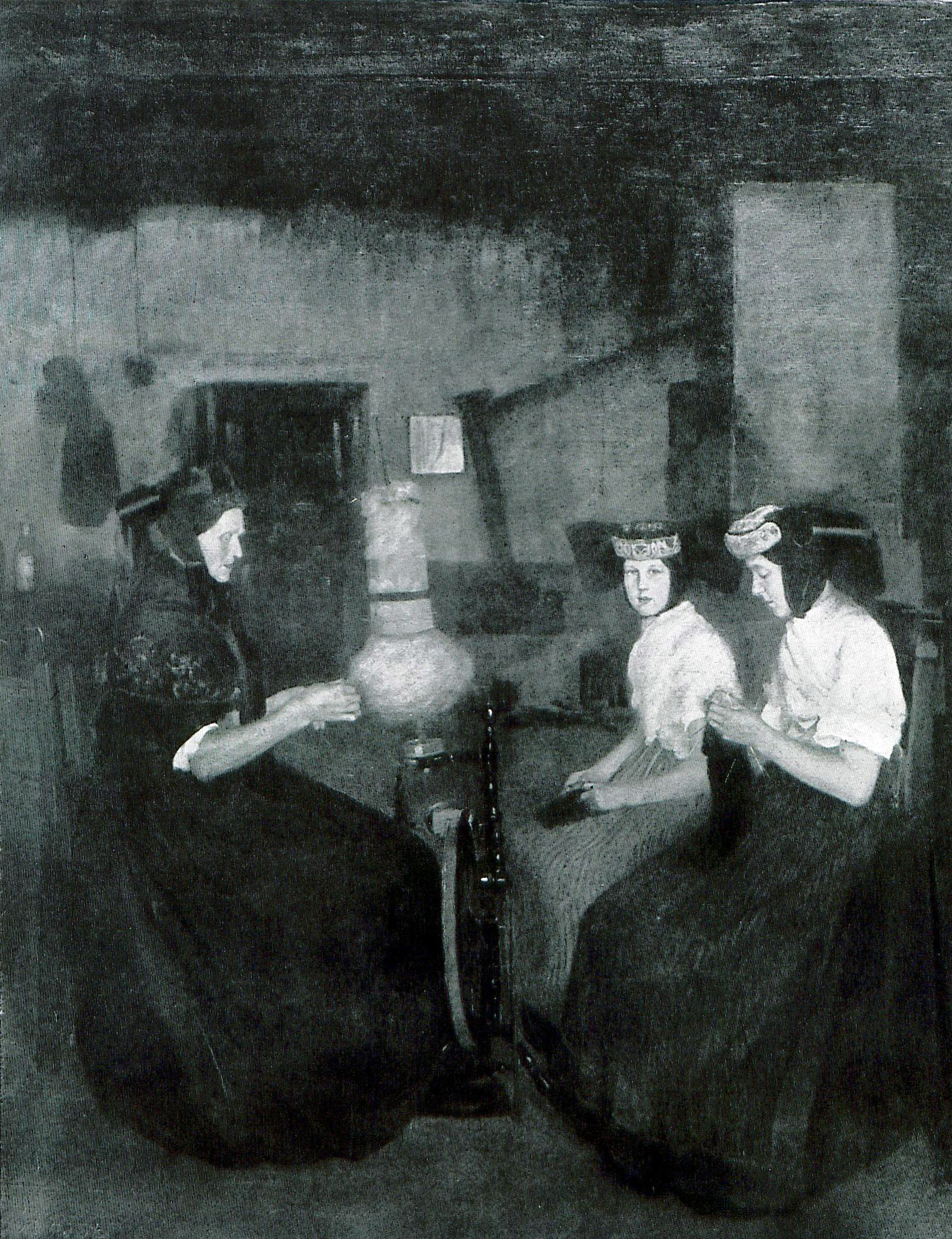
Gemälde Bückeburger Bäuerinnen von Ernst Oppler, 1905

Aus der Zeit Napoleons und des Wiener Kongresses ging Schaumburg-Lippe unter Georg Wilhelm, dem bis 1807 noch minderjährigen Sohn von Philipp II. und Juliane, ohne jede territoriale Erweiterung hervor. Dafür führte dieser nunmehr den Fürstentitel im Zusammenhang mit dem Beitritt des Landes zum napoleonischen Rheinbund. Sein wirtschaftliches Geschick legte die Grundlage dafür, dass das bis dahin finanzschwache Haus Schaumburg-Lippe unter seinen Nachfolgern ein „steinreiches Unternehmen“ wurde.(S. 11) Georg Wilhelm beteiligte sich mit einer Million Reichstaler (über einen Kredit finanziert) am Bau der Bahnstrecke Minden–Hannover, die daraufhin am Stadtrand Bückeburgs vorbeigeführt wurde. Das Empfangsgebäude des Bahnhofs im Rundbogen-Stil (von Julius Eugen Ruhl) und der Schlosskomplex wurden durch die herrschaftlich breite Bahnhofstraße miteinander verbunden. Der einstige Stadtwall hatte seine Funktion eingebüßt, die Stadt war über ihn hinaus gewachsen. Der weithin sichtbare Idaturm auf dem Harrl entstand 1847. Georg Wilhelm ließ ihn auf Bitten seiner Gattin Ida errichten, damit die Ärmsten der Armen Lohn und Brot hatten. Noch kurz vor seinem Tod wurde 1858 der Grundstein für das Krankenhaus Bethel gelegt, eine Stiftung der Beamtentochter Luise von Vincke.(S. 127)
Unter seinem Nachfolger Adolf Georg wurden zwischen 1861 und 1875 die drei Stadttore und der Brunnen auf dem Marktplatz abgerissen, ein Tribut an den zunehmenden Verkehr.(S. 13) 1867 wurde Bückeburg preußische Garnison. Zwischen Ulmenallee und Bergdorfer Straße entstand in den Folgejahren die Jägerkaserne für das Westfälische Jägerbataillon Nr. 7, die „Bückeburger Jäger“, deren Name in den Bezeichnungen zweier Orchester weiterlebt. Nicht weit davon entfernt wurde in den Jahren 1874 bis 1876 an der Ulmenallee das Gymnasium Adolfinum errichtet. Im Todesjahr Adolf Georgs (1893) begannen zwei weitere Großbauprojekte. Das Schloss wurde erheblich erweitert und erhielt seine heutige Gestalt. Gegenüber dem Krankenhaus wurde das Herminen-Palais gebaut, ein umfangreicher Komplex mit repräsentativem Wohnhaus, Orangerie und erst 2004 wieder hergerichtetem und öffentlich zugänglichem Park im englischen Landschaftsgartenstil. Unter Georg erhielt das Landesparlament im Jahr 1894 an der Herminenstraße ein neues Regierungsgebäude; heute ist dort das Justizzentrum untergebracht. Am Nordharrl entstand zwischen Ulmenallee, Adolfstraße, Lülingstraße und Herminenstraße ein Wohnviertel mit großen Villen für wohlhabende Bürger. 1906 wurde am Marktplatz das neue Rathaus eingeweiht.
Bückeburg wurde gegen Ende des 19. Jahrhunderts zwar zu einem kulturellen Zentrum Norddeutschlands, zur Garnisonsstadt und als Residenz zu einer repräsentativen Regierungs- und Behördenstadt, in der im Jahr 1904 bereits 5625 Menschen lebten.(S. 110) Auswirkungen auf die industrielle Entwicklung hatte das jedoch kaum. Trotz Ansiedlung einiger Betriebe fiel Bückeburg hinter die wirtschaftlich prosperierenden Nachbarstädte Stadthagen (Bergbau), Obernkirchen (Bergbau, Glashütte) und Rinteln (Glashütte) zurück. Auch der Bau des Mittellandkanals, der die Stadt im äußersten Norden durchquert, wirkte sich ökonomisch nicht aus.(S. 14–17)
Verwaltungsmäßig gehörte Bückeburg im Fürstentum Schaumburg-Lippe erst dem Amt Bückeburg, ab 1879 dem Amt Bückeburg-Arensburg an, das 1884 Landratsamtsbezirk wurde und 1899 zum Kreis Bückeburg umgewandelt wurde. Die Stadt Bückeburg blieb zunächst kreisfrei und wurde 1934 in den Kreis eingegliedert.

### Letzte Prachtentfaltung

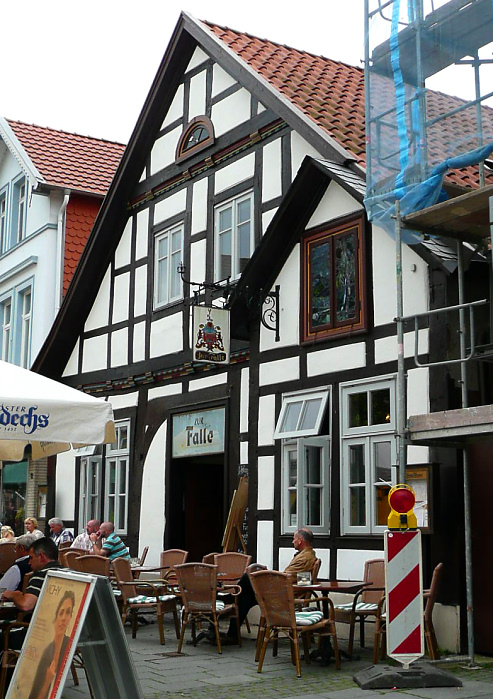
Traditionsgaststätte Zur Falle, in der Hermann Löns Zeitungsartikel redigierte

Heine-Gedenktafel an der Falle

Adolf II., der 1911 an die Macht kam, veränderte das Gesicht der Stadt erheblich. Rund um den Schlosspark ließ er das Mausoleum, die Orchesterschule (später Heeresmusikschule Bückeburg), das Palmenhaus und die „Fürst-Adolf-Werkstätte“ errichten. Im östlich gelegenen Bad Eilsen entstand das neue Kurzentrum mit dem mondänen „Fürstenhof“, der damals eines der elegantesten und größten Hotels Europas war. Die Kurfrische wurde 1918 mit der 6,7 Kilometer langen Kleinbahnlinie des Bad Eilser Minchens an die Residenzstadt angebunden. Im Eveser „Gevatterfeld“ sollte eine riesige Pferderennbahn entstehen. Das Projekt wurde nach der Novemberrevolution aufgegeben. Nicht so das Projekt einer weiteren Kleinbahn, mit der die herrschaftlichen Besucher direkt vom Mindener Bahnhof über die 12,5 Kilometer lange, mitten durch das Dorf Petzen führende Trasse zur Rennbahn gelangen sollten. Der erste Zug fuhr am 29. Juli 1919 – der letzte nur anderthalb Jahre später, denn ohne Rennbahnpublikum konnte die Bahn wirtschaftlich nicht überleben.
Um 1900 lebten und arbeiteten einige bekannte Persönlichkeiten in der Stadt. Richard Sahla galt als einer der besten Geiger seiner Zeit. Im Jahr 1888 kam er an den Bückeburger Hof und leitete bis 1918 als Chefdirigent die fürstliche Hofkapelle. Die Schriftstellerin Lulu von Strauß und Torney machte mit Gedichten und Novellen auf sich aufmerksam.
Der schon damals als Heidedichter bekannte Schriftsteller und Journalist Hermann Löns war von 1907 bis 1909 Chefredakteur der Schaumburg-Lippischen Landes-Zeitung. Er wollte in der Ruhe der Provinz seine Romanprojekte verwirklichen. Einen großen Teil seiner Zeit verbrachte er in der Gaststätte „Zur Falle“ beim Redigieren seiner Manuskripte. Das Gebäude ist noch heute eine Traditionsgaststätte und war früher eine Bank. Das Bankhaus Heyne wurde in den Jahren ab 1799 von einem Vetter des Großvaters von Heinrich Heine betrieben. Löns’ Erfahrungen in der provinziellen Residenz mündeten in der bissigen Satire Duodez über die Kleinstaaterei. Dieses Werk von Löns führt bis zum heutigen Tage dazu, dass die Bückeburger Bevölkerung ein gespaltenes Verhältnis zu ihm hat.
Als Prinzenerzieher war Adolf Holst von 1901 bis 1913 am Bückeburger Hof tätig, von 1915 bis 1918 leitete er die Hofbibliothek. Nach dieser Zeit widmete er sich als freier Autor von Bückeburg aus namentlich dem Verfassen von Bilderbuchversen, Kinderliedern sowie -erzählungen und wurde darüber hinaus als Herausgeber von „Auerbachs Kinderkalender“ bekannt.

### Weimarer Republik
Als Adolf II. 1918 abdankte, übernahm zunächst ein Arbeiter- und Soldatenrat die Regierungsgewalt. In den folgenden 15 Jahren lenkten sozialdemokratisch beeinflusste Regierungen die Geschicke des in seiner Selbstständigkeit eingeschränkten kleinen Landes. Dennoch wurde die Stadt weiterhin vom konservativen Bürgertum geprägt. Pensionäre, die aus den Großstädten zuzogen, ließen Bückeburg weiter wachsen. Zum 1. April 1928 wurde Jetenburg nach Bückeburg eingemeindet. Das nordöstlich der Stadt gelegene Dorf blockierte deren Entwicklung. Adolf II. kehrte 1927 nach Bückeburg zurück, er wurde begeistert empfangen. Als Großinvestor war er jedoch innerhalb der demokratischen Strukturen ausgefallen. So stagnierte die Entwicklung der wirtschaftlich ohnehin rückständigen Stadt. Unzufriedenheit in der Bevölkerung war die Folge.(S. 18f)

### Zeit des Nationalsozialismus und Zweiter Weltkrieg
Die Stadt war längst eine NSDAP-Hochburg, als die Nazis 1933 die Macht übernahmen.(S. 19) Einer der ersten, die das zu spüren bekamen, war Karl Wiehe: Der seit der Kaiserzeit amtierende deutschnationale Bürgermeister wurde 1935 entmachtet, nachdem er sich schützend vor die Bückeburger Juden gestellt hatte. Auch andere erfuhren den neuen Geist. Im Röcker Feld wurde am 1. Oktober 1936 ein „Exerzierplatz“ (der ehemalige Truppenübungsplatz) für die Wehrmacht eingerichtet. Die dort gelegenen Höfe der Dörfer Röcke und Nammen wurden zwangsweise umgesiedelt, die meisten zur „Kornmasch“ im Nordwesten der Stadt. Die Dörfer Knatensen und Selliendorf wurden 1939 nach Bückeburg eingemeindet.
Wiehes Nachfolger, der NSDAP-Bürgermeister Albert Friehe, tat sich dadurch hervor, dass er politische Gegner und Juden schärfer als anderswo verfolgen und drangsalieren ließ. Am 9. November 1938 brannte auch Bückeburgs Synagoge, ohne dabei völlig zerstört zu werden. Ab 1939 wurden viele jüdische Familien in aus jüdischem Besitz beschlagnahmten Gebäuden – darunter auch die Synagoge – zwangsweise einquartiert. Das auf einen Wert von 22.000 Reichsmark geschätzte Gotteshaus sollte später für 8300 Reichsmark in den Besitz der Stadt übergehen, jedoch kam die Übertragung nicht zustande. Die Bückeburger Juden, die sich nicht rechtzeitig hatten absetzen können, wurden ab Dezember 1942 deportiert. Von 71 Verschleppten überlebten nur fünf den Holocaust.
Ein ganz anderes Beispiel als Friehe gab der Petzer Gemeindepastor Wilhelm Mensching. Er versteckte von Oktober 1943 bis März 1944 in seinem Pfarrhaus eine Jüdin vor den Nazihäschern.
Bei drei alliierten Bombenangriffen auf Bückeburg gab es 55 Tote. Der Angriff am 26. Oktober 1944 galt der Jägerkaserne. Getroffen wurden einige Nebengebäude, 29 Menschen starben. Am 5. November 1944 hatten die Bomber eine Gruppe Arbeitsdienstleistender auf dem Weinberg im Visier, es gab 20 Tote. Am 31. Dezember 1944 folgte ein dritter Angriff, der wohl ebenfalls der Jägerkaserne galt. Die Luftmine ging jedoch in Bergdorf nieder, zerstörte etliche Häuser und tötete sechs Menschen.
Das Kriegsende nahte für Bückeburg am 7. April 1945. Ein US-amerikanischer Truppenverband stand vor der Stadt und nahm diese zur Vorbereitung des Einmarsches unter mehrstündiges Artilleriefeuer. Am frühen Morgen des 8. April gingen der Hofapotheken-Pächter Wilhelm Kroseberg, der Kaufmann Herbert Jöns, der Gastwirt Albert Schütz und der Schuhmachermeister Karl Schütte dem auf dem Weinberg postierten Kampfverband mit einem weißen Bettlaken entgegen. Gleichzeitig begann der Zimmermeister Friedrich Steinhof damit, die in Sichtweite der Soldaten an der Zufahrt zur Stadt errichteten Panzersperren von der Straße zu räumen. Die US-Soldaten konnten die Stadt kampflos einnehmen.

### Stunde null
Nach Abzug der Kampfverbände wurde Bückeburg von britischen Truppen besetzt. In der Stadt und ihrer Umgebung konfiszierten sie 80 Häuser. Sie verstärkten damit die herrschende Wohnungsnot, denn noch war die Stadt voll mit Kriegsevakuierten, und es strömten zugleich immer mehr Vertriebene aus dem Osten heran. Eine schlimme Episode in diesem Zusammenhang war das Schicksal der Menschen, die mit dem als „Todeszug“ bekannt gewordenen Vertriebenentransport aus Schlesien am Morgen vor Heiligabend 1946 Bückeburg erreichten. Mit 16 ungeheizten Viehwaggons war der Zug samt seinen 1543 Insassen – darunter mehr als 1100 Alte, Kinder und Jugendliche – eine Woche zuvor in Breslau losgefahren. Unterwegs sanken die Temperaturen auf minus 15 Grad. Mehr als 70 Menschen kamen um, davon 17 noch, nachdem sie Bückeburg erreicht hatten.
In Bückeburg und im benachbarten Bad Eilsen lag von 1945 bis 1954 der Stab mit dem Hauptquartier der Britischen Luftwaffe (BAFO) als Teil der Besatzungskräfte in Deutschland. 1946 bauten die Briten zwischen Bückeburg und Achum einen Militärflugplatz, den heutigen Heeresflugplatz Bückeburg. Sie benutzten dafür Pläne der ehemaligen deutschen Luftwaffe. Der Platz wurde unter anderem für eine Kurierstaffel des Stabes genutzt. Während der Berlin-Blockade starteten von dort außerdem Frachtflugzeuge, die im Rahmen der Luftbrücke Berlin versorgten.
Aus seinen Erfahrungen während der NS-Zeit Konsequenzen ziehend, gründete Pastor Wilhelm Mensching 1948 auf dem Weinberg das Internationale Freundschaftsheim, eine (Bildungs-)Einrichtung, die bis in die frühen 1990er-Jahre Friedensarbeit organisierte. Mensching wurde für sein mutiges Verhalten während der Nazizeit im Jahr 2001 posthum von der israelischen Gedenkstätte Yad Vashem als „Gerechter unter den Völkern“ geehrt.

### Dritter Wachstumsschub

#### 1950er- und 1960er-Jahre
Krieg und Nachkriegszeit hatten die Einwohnerzahl emporschnellen lassen. So begann der größte Siedlungsschub der Stadtgeschichte. Zählte Bückeburg 1939 noch 7850 Einwohner, lebten 1952 mehr als 12.000 Menschen in den Stadtgrenzen. Zu dieser Zeit gab es noch 700 Wohnungssuchende, fehlender Wohnraum war also das drängendste Problem. Siedlungsschwerpunkte eines groß angelegten Wohnbauprogramms waren die freien Flächen beiderseits der Petzer Straße, wo Reihen- und Mietshausquartiere entstanden. Ähnliche Wohnviertel entstanden am Südharrl sowie zwischen der Jägerkaserne und Bergdorf. Zwischen Nordharrl und Jägerkaserne wurden für die Angehörigen der britischen Besatzungsmacht große Siedlungen gebaut („Klein-London“).(S. 22f) Der Bau von Wohnraum ging in den 1960er-Jahren unvermindert weiter. Wohnsiedlungen entstanden an den Hofwiesen, zwischen Plettenbergstraße und Brandenburger Straße, im Höppenfeld und im Bergdorfer Feld. Auch im Petzer Feld wurde weiter gebaut. Am Südharrl wuchs ein großes Wohn- und Villenviertel. Die Folge: 1961 gab es in Bückeburg bereits doppelt so viele Wohnhäuser wie 1931.(S. 21) Die Bundeswehr übernahm 1960 den Flugplatz in Achum und errichtete dort die Heeresfliegerwaffenschule samt der Schäfer-Kaserne, die nach dem deutschen Jagdflieger Emil Schäfer (1891–1917) benannt wurde. Für die vielen Soldaten entstanden Wohnsiedlungen unter anderem im Höppenfeld.
Parallel zur Wohnraumbeschaffung versuchte man, Arbeitsplätze zu schaffen. Ein Teil des Neubaugebietes Petzer Feld wurde – entlang der Windmühlenstraße – als Gewerbegebiet ausgewiesen. 1952 nahmen dort eine Lampenschirmfabrik (Liebener), eine Drahtwarenfabrik (Ellenbeck) und die Glasmanufaktur Bückeburg GmbH den Betrieb auf. Später kamen eine Folienfabrik (Neschen) und eine Maschinenfabrik (Berlin) hinzu. 1958 nahm dort auch die Keksfabrik Beste ihren Betrieb auf. Ein Hosenhersteller (Heinecke und Klaproth) siedelte von Hannover, eine Optik-Fabrikation (Optische Werkstätten) von Helmstedt nach Bückeburg um. Am Südharrl ließ sich das Unternehmen Mania-Straßenbau nieder. Eine Abteilung des Bundesbahn-Versuchsamtes zog in das Gebäude der heutigen Marienschule ein; für die Beschäftigten entstanden Wohnblocks an der Petzer Straße.(S. 22f)
Die gewachsene Bevölkerung erforderte einen Ausbau der sozialen Einrichtungen. Ein erster Schritt war der Bau des Bergbades: Das Freibad im Harrl wurde am 27. Juni 1959 eröffnet und ersetzte das bisherige kleine Freibad an der Friedrich-Bach-Straße, auf dessen Gelände später weitere Wohnblock entstanden. Anfang der 1960er-Jahre entstand an den Hofwiesen das Evangelische Altersheim als Ersatz für eine bis dahin im „Münchhausen“-Burgmannshof untergebrachte Einrichtung. Am Neumarktplatz wurden Herderschule (1963) sowie anschließend Dr.-Faust-Halle (Turnhalle und Hallenbad) und Dr.-Faust-Sportplatz errichtet. Seit 1918 hatte das „Eilser Minchen“ Menschen von Bückeburg nach Bad Eilsen und zurück befördert; am 21. Mai 1966 wurde der Zugbetrieb eingestellt.
1955 wurde Bückeburg Sitz des Niedersächsischen Staatsgerichtshofes; die Behörde nahm zwei Jahre später ihre Tätigkeit auf. Im Palais an der Herminenstraße ließen sich Mitte der 1960er-Jahre die Pharmazieschulen Dr. Kurt Blindow nieder. Das ehemalige schaumburg-lippische Ministerialgebäude an der Herminenstraße, in dem seit Beginn der 1950er-Jahre bereits Landgericht und Staatsanwaltschaft untergebracht waren, sowie die benachbarte Kruse-Villa wurden 1969 durch einen Anbau verknüpft und zum Justizzentrum ausgebaut. Dort zog nun auch das Amtsgericht ein, das bis dahin im ehemaligen Renthaus (heute Stadthaus II) seinen Sitz hatte.
Die Stadt knüpfte jetzt auch internationale Bande. Die Partnerschaft mit der französischen Kleinstadt Sablé-sur-Sarthe wurde 1966 besiegelt.

#### 1970er- und 1980er-Jahre
Im Osten Bückeburgs wurde 1970 das Gewerbegebiet Kreuzbreite ausgewiesen. An dessen Rand errichtete das Land Niedersachsen eine Justizvollzugsanstalt, die im selben Jahr erstmals belegt wurde. Ebenfalls 1970 stellte die Stadt den Münchhausen-Burgmannshof für eine umfangreiche Hubschraubersammlung zur Verfügung. Am 9. Juni 1971 wurde dort das Hubschraubermuseum eingeweiht, dessen Ausstellungsfläche in den Jahren 1978 bis 1980 um einen 2000 Quadratmeter großen Anbau erweitert wurde. An den Hofwiesen entstand das Schulzentrum, in welches 1975 das Gymnasium Adolfinum Bückeburg einzog. Das Gebäude an der Ulmenallee, in dem das Gymnasium zuvor untergebracht war, wurde saniert und beherbergt seither die Grundschule Am Harrl. 1976 wurde der Verein Unabhängiges Jugendzentrum gegründet. Er kam zunächst an der Herderstraße, später in der provisorisch hergerichteten ehemaligen Lateinschule an der Schulstraße unter, bis er – wie andere Vereine auch – in den frühen 1980er-Jahren in ein zur städtischen Jugendfreizeitstätte umgebautes Großhandelshaus am Bahnhof einzog. Um Stellflächen für den rasch wachsenden Kraftverkehr zu schaffen, wurde 1978 am Ostrand des Schlossparks die innenstadtnahe Parkpalette gebaut. 1979 investierte die Stadt in ihre Sportstätten: Das Jahnstadion erhielt einen Kunstrasen, die zwischenzeitlich am Schulzentrum errichtete Kreissporthalle erhielt eine Freisportanlage.
Ein wichtiges Jahr war 1974: Durch die Gebietsreform wuchs das Stadtgebiet von 1000 auf annähernd 7000 Hektar an. Im selben Jahr wurde die Partnerschaft mit der niederländischen Stadt Nieuwerkerk besiegelt.
1985 begann die Sanierung der alten Lateinschule an der Schulstraße, in die anschließend die Stadtbücherei einzog. Dies war das erste Projekt der Stadtsanierung, eines umfangreichen Förderprogramms, bis zu dessen Ende im Jahr 2004 etliche städtebauliche Maßnahmen verwirklicht wurden. Zu den ersten gehörten der Umbau des ehemaligen Windt-Anwesens zur Begegnungsstätte, die Umgestaltung des Sablé-Platzes sowie die Renovierungen von Münchhausen-Burgmannshof (Hubschraubermuseum), ehemaliger Hof-Apotheke und Landesmuseum, ebenfalls ein ehemaliger Burgmannshof. Am westlichen Rand des Stadtzentrums wurde Ende der 1980er-Jahre das Gewerbegebiet Schmiedeweg ausgewiesen, in dem sich 1988 als erstes Unternehmen eine Fabrik für Fleisch- und Wurstwaren der Edeka-Gruppe niederließ.

#### Gegenwart

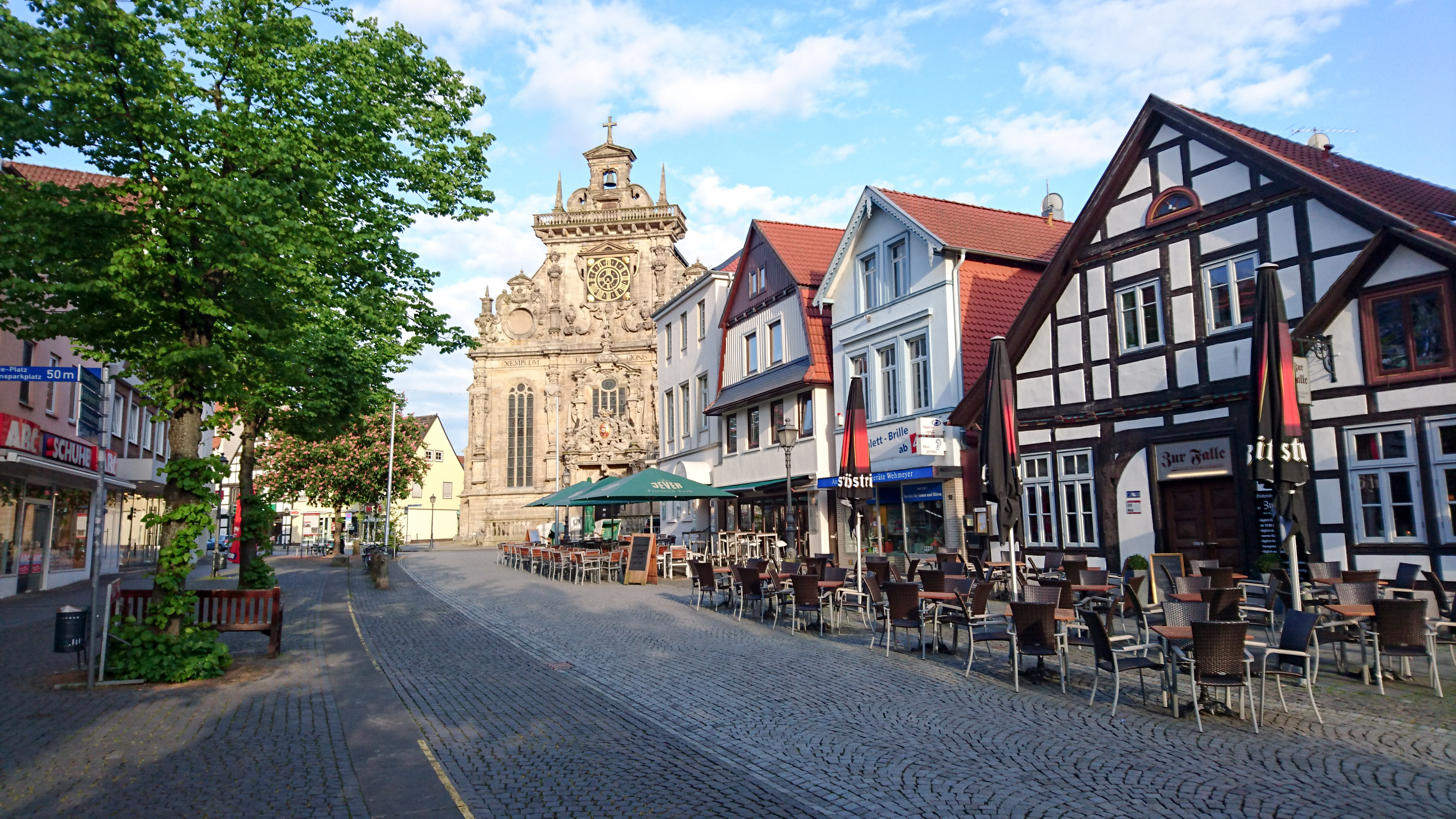
Lange Straße mit Stadtkirche

Die Bundesstraße 65 lief früher in westöstlicher Richtung mitten durch das Stadtzentrum, an der Stadtkirche zweigte von ihr die B 83 in südöstlicher Richtung ab. Jahrzehntelang hatte die Stadt unter dem stetig zunehmenden Kraftverkehr zu leiden, bis 1990 die beiden Umgehungsstraßen (Nordumgehung B65, Südumgehung B83) fertig gestellt wurden. Anschließend wurde der westliche Teil der Langen Straße zur Fußgängerzone ausgebaut und der Marktplatz wurde umgestaltet, welcher auch wieder einen Brunnen erhielt.
1998 wurden die ersten Häuser im Baugebiet Sprekelsholzkamp am Südharrl errichtet, der vorletzten größeren Fläche, die im Bereich der Kernstadt überhaupt noch als Bauland erschlossen wurde. Seit etwa der Mitte der 1990er Jahre konzentrierte man sich darauf, Neubaugebiete in den Ortsteilen auszuweisen, im Stadtzentrum stattdessen Baulücken zu schließen. In der sogenannten Siedlung „Klein London“ – insgesamt 110 Häuser mit rund 150 Wohnungen – wurden ab 2001 nach dem Auszug der britischen Soldaten 64 Häuser privatisiert. Das letzte innerstädtische Baugebiet wurde 2006 erschlossen: Das Falkingsviertel entstand auf einer Industriebrache, auf dem bis 1993 das Unternehmen Kögel Karosserieaufbauten für Lkw produziert hatte.
Freiflächen am Rande des Zentrums wurden von den Stadtplanern vor allem dem Ansiedeln von Gewerbe und Industrie vorbehalten. Im Jahr 2000 wurde das Gewerbegebiet Kreuzbreite erheblich erweitert (Kreuzbreite II); auf der Fläche der ehemaligen Molkerei am nordöstlichen Stadtrand sowie an der Steinberger Straße wurden zur selben Zeit weitere kleinere Gewerbegebiete ausgewiesen. Außerdem kaufte die Stadt 1997 die Flächen des Mittellandkanal-Hafens in Berenbusch und wies diese ebenfalls als Gewerbegebiet aus.
Weitere wichtige Entwicklungen: Das Bergbad am Harrl wurde von September 1994 bis Juni 1995 umfangreich saniert; seither wird das Wasser in den Schwimmbecken solar beheizt. In das leerstehende Gebäude der ehemaligen Berufsschule an der Hinüberstraße zogen 1992 die Dr.-W.-Blindow-Schulen ein. In der ehemaligen britischen Schule in „Klein London“ nahm im August 2000 die erste christliche Schule des Landkreises Schaumburg ihren Betrieb auf. Die Stadt selbst errichtete 1996 auf einem zuvor von der Bundeswehr genutzten Areal die Grundschule Im Petzer Feld, die 2002 um eine Turnhalle erweitert wurde.
Derzeit erlebt Bückeburg einen regelrechten „Bauboom“. Insbesondere Einfamilienhäuser und Gewerbeflächen sind stark nachgefragt. Die Stadtverwaltung konzentriert sich zwar in erster Linie darauf, Baulücken in der Kernstadt zu schließen; sie musste allerdings weitere Neubaugebiete, wie z. B. das Neubaugebiet Am Bergdorfer Wege ausweisen, um der starken Nachfrage gerecht zu werden. Um den ebenfalls stark steigenden Bedarf an Gewerbeflächen abdecken zu können, hat die Stadtverwaltung Anfang 2017 das 45.000 Quadratmeter umfassende Gebiet Kreuzbreite III nördlich der Hans-Neschen-Straße ausgewiesen.
2017 wurde das Bückeburger Krankenhaus Bethel nach Obernkirchen verlegt, wo es mit den Kliniken aus Stadthagen und Rinteln zum neuen Agaplesion Ev. Klinikum Schaumburg fusioniert wurde.
Am 28. Juni 2025 fand in Bückeburg auf dem Fliegerhorst der Tag der Bundeswehr 2025 mit über 60.0000 Besuchern statt.

### Eingemeindungen
Am 1. März 1974 wurden die Gemeinden Achum, Bergdorf, Cammer, Evesen, Meinsen, Müsingen, Rusbend, Scheie und Warber, die gemeindefreien Gebiete Frille und Baum sowie Gebietsteile von Luhden eingegliedert.

### Einwohnerentwicklung
| Jahr      | 1961   | 1970   | 1987   | 1990   | 1995   | 1998   | 1999   | 2000   | 2001   | 2002   | 2003   | 2004   | 2005   | 2010   | 2011   | 2013   | 2014   | 2015   | 2016   | 2017   | 2020   | 2022   |
| Einwohner | 19.386 | 21.042 | 19.718 | 20.103 | 20.953 | 20.750 | 20.756 | 20.629 | 20.782 | 20.882 | 20.786 | 20.883 | 20.922 | 20.491 | 20.407 | 18.930 | 18.984 | 19.182 | 19.381 | 19.324 | 19.351 | 19.701 |

(1961 am 6. Juni, 1970 am 27. Mai, jeweils mit den später eingemeindeten Orten; ab 1987 jeweils am 31. Dezember)
Im Demographieprofil der Bertelsmann Stiftung wird Bückeburg in den „Demographietyp 8“ (stark alternde Kommunen) eingestuft. Zwar prognostiziert der Bericht der ehemaligen Residenzstadt einen Bevölkerungsrückgang von −6,9 % zwischen dem Jahr 2012 und dem Jahr 2030, allerdings hat sich die Anzahl der Einwohner Bückeburgs seit dem Jahr 2013 wieder positiv entwickelt.
Diese Entwicklung liegt zum einen an einer leicht steigenden Geburtenrate, die sich im Jahr 2013 noch auf 7,4 Geburten je 1000 Einwohner belief und bis zum Jahr 2015 auf 7,8 Geburten je 1000 Einwohner gestiegen ist, allerdings hauptsächlich an vermehrten Zuzügen. Insbesondere Familien entscheiden sich dazu, sich in Bückeburg niederzulassen. Betrug die Familienwanderung nach Bückeburg 2013 noch 2,8 Familien je 1000 Einwohner, belief sie sich im Jahr 2015 schon auf 8,7 neue Familien je 1000 Einwohner.

## Religion
Die Stadt ist Sitz der Evangelisch-Lutherischen Landeskirche Schaumburg-Lippe. In der Schlosskapelle hält die evangelisch-reformierte Gemeinde Bückeburg Gottesdienst. Daneben befindet sich in Bückeburg eine auch für Bad Eilsen zuständige römisch-katholische Kirchengemeinde. Die St.-Marien-Kirche war bis September 2012 Sitz eines Dekanats im Bistum Hildesheim. Heute gehört die Gemeinde zum Dekanat Weserbergland. Die Religionsgemeinschaft der Zeugen Jehovas hatte bis 2017 ihren Sitz in der ehemaligen Synagoge. Zudem haben die Baptisten mit der Evangelisch-Freikirchlichen Gemeinde ihren Sitz in der Stadt.
Für die in Bückeburg lebenden Angehörige des Islam gibt es eine Moschee.

## Politik

### Stadtrat

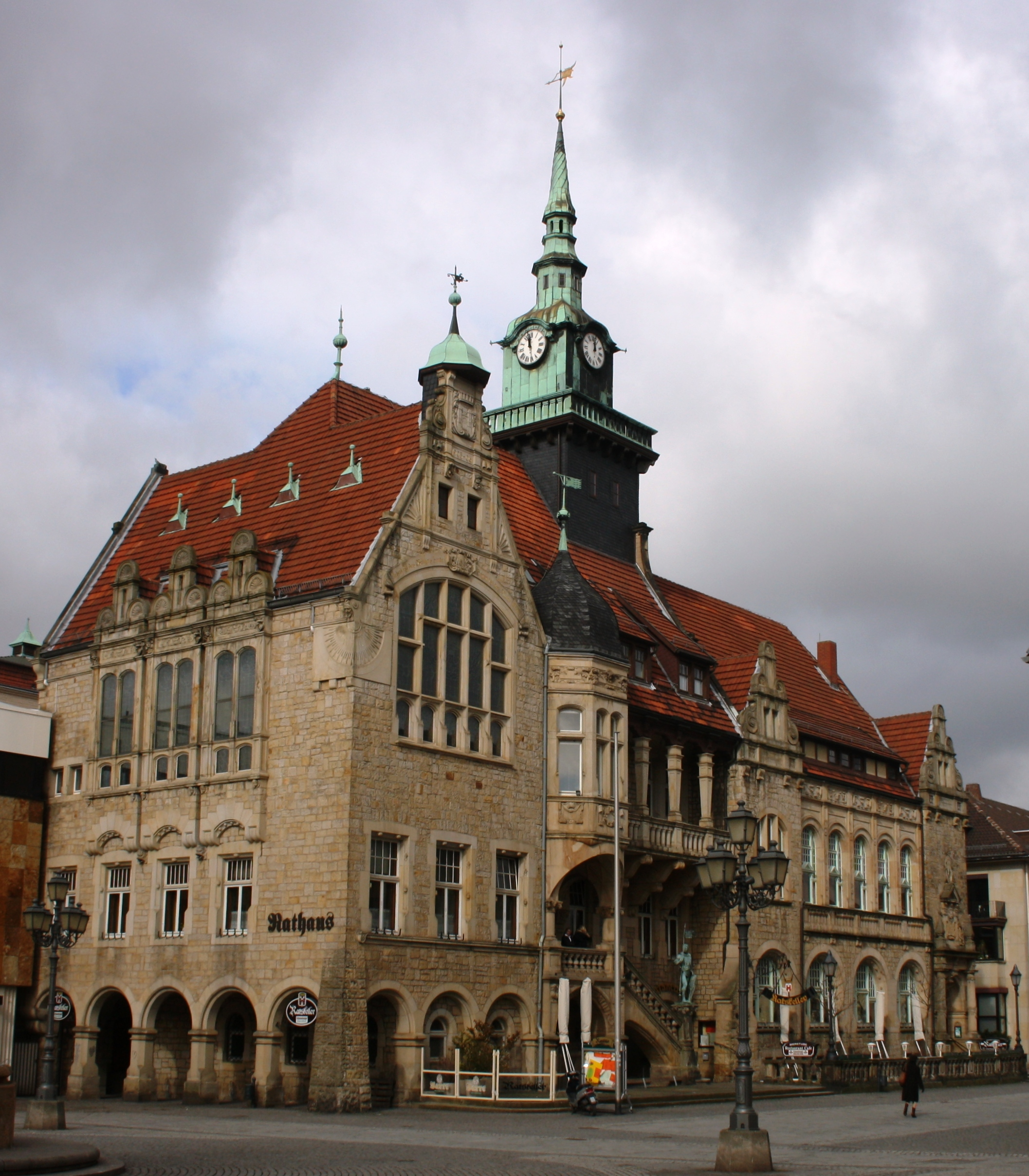
Rathaus von 1905/06

Der Stadtrat hat 33 Mitglieder: 32 Mandatsträger der politischen Gruppierungen und Parteien (2011: 34) sowie kraft seines Amtes der im Jahr 2005 erstmals direkt gewählte hauptamtliche Bürgermeister.
In dem Gremium sind die Sitze seit der Kommunalwahl am 12. September 2021 wie folgt verteilt:
| Partei / Liste | SPD | CDU | GRÜNE | WIR1 | BfB2 | FDP | FW | Linke | Gesamt   |
| 2021           | 10  | 12  | 4     |      | 1    | 1   | 3  | 1     | 32 Sitze |
| 2016           | 13  | 11  | 3     | 2    | 2    | 1   |    |       | 32 Sitze |
| 2011           | 15  | 12  | 4     | 1    | 1    | 1   |    |       | 34 Sitze |

1 Wir für Bückeburg
2 Bürger für Bückeburg

### Bürgermeister
Seit 2021 ist Axel Wohlgemuth (CDU) hauptamtlicher Bürgermeister der Stadt Bückeburg. Er konnte am 26. September 2021 die Stichwahl um das Bürgermeisteramt mit 53,45 % für sich entscheiden.

### Haushalt
Der Haushalt der Stadt Bückeburg hat 2018 ein Gesamtvolumen von 33,5 Millionen, was einen neuen Höchststand markiert. Er ist, wie bereits in den Vorjahren, ausgeglichen. Um Investitionen tätigen zu können, müssen allerdings Kredite in Höhe von 2,1 Millionen Euro aufgenommen werden.
Die Pro-Kopf-Verschuldung belief sich im Jahr 2014 auf ca. 500 Euro. Die Stadt Bückeburg erfüllt auch weiterhin einige freiwillige Aufgaben, zu denen sie laut Gesetz nicht verpflichtet ist, um den Standort für Bürger attraktiv zu halten. So erhebt Bückeburg beispielsweise keine Hallennutzungsgebühren, hält Senioren- sowie Jugendfreizeitstätten kostenlos zugänglich und subventioniert die ansässigen Bäder mit Zuschüssen.

### Wappen
| Wappen von Bückeburg | Blasonierung: „Das Wappen der Stadt zeigt auf silbernem (weißem) Schild ein rotes, seitlich von zwei Türmen begrenztes Stadttor, dessen Öffnung im oberen Drittel mit einem silbernen (weißen) Fallgatter bewehrt ist. Auf beiden Turmhelmen stehen schwarze, nach außen gerichtete Fahnen mit silbernem (weißem) Nesselblatt. Zwischen den Turmhelmen schwebt auf rotem Grund das in Silber (Weiß) und rot gehaltene Schaumburger Nesselblatt mit der lippischen Rose. Der Wappenschild wird von einer in Gold (Gelb) gehaltenen, mit fünf Türmen bewehrten Stadtmauer gekrönt.“ |
| Wappen von Bückeburg | Wappenbegründung: Das 1907 verliehene Wappen geht auf ein Siegel aus dem 15. Jahrhundert zurück. Es erinnert an die 1609 verliehenen Stadtrechte und an die frühere Zugehörigkeit zum Fürstentum Schaumburg-Lippe. |

### Flagge
|  | 00Hissflagge:„Die Flagge ist weiß-rot-blau quergestreift mit dem aufgelegten Wappen in der Mitte.“ |

### Städtepartnerschaften
Städtepartnerschaften bestehen zwischen Bückeburg und folgenden Städten
- Sablé-sur-Sarthe in der französischen Region Pays de la Loire, seit 1966
- Nieuwerkerk aan den IJssel, heute zur Gemeinde Zuidplas in Südholland gehörend, seit 1974

## Kultur und Sehenswürdigkeiten

### Bückeburger Tracht

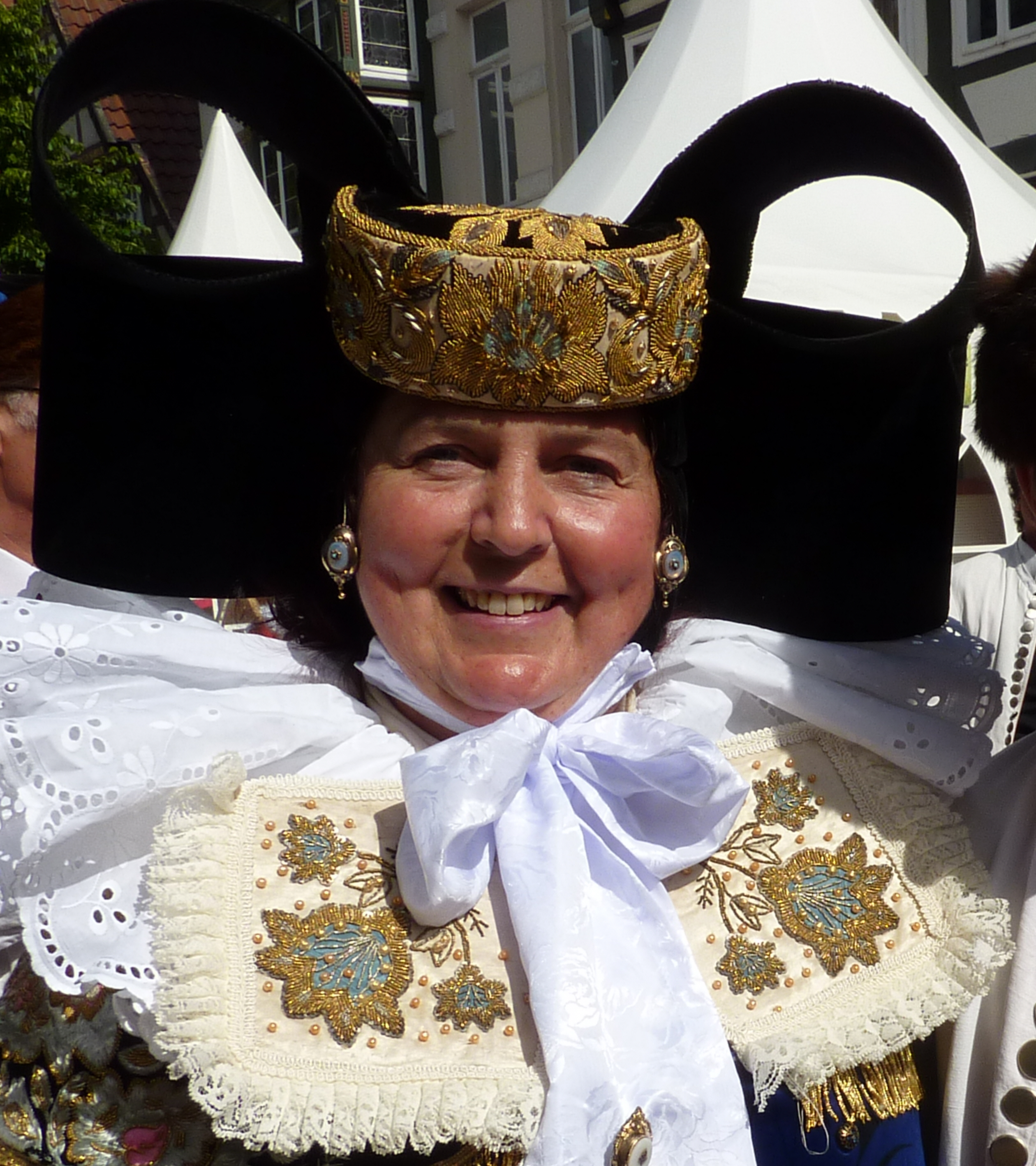
Frau mit Bückeburger Festtracht am 30. Tag der Niedersachsen in Celle

Die Bückeburger Tracht, genannt Westerten-Dracht, wurde östlich des Schaumburger Waldes im Westen Schaumburgs von Röcke bei Bückeburg bis Nordsehl bei Niedernwöhren getragen.
Zu festlichen Anlässen trugen die Frauen ein Leinenhemd, den roten Bandrock mit farbigem Saumbandbesatz, eine bestickte Schürze in vielen Farbvariationen, das Wams, ein besticktes Schultertuch, die Halskrause (hier Kragen genannt), ein Brusttuch und gestrickte Unterarmstulpen (Handschen).
Die auffälligste Besonderheit ist die große schwarze Flügel- oder Schleifenhaube mit langen Bändern, die sogenannte Mütze. Um die Taille wurde ein Queder gebunden.
Die Männer trugen weiße Leinenhemden, dunkle Halsbinden, lang- und kurzärmelige Westen mit zwei Knopfreihen, helle Kniebundhosen und rot gefütterte Leinenkittel. Dazu kam eine Pelzmütze oder der schwarze Kirchenhut.
Das Tragen der Bückeburger Tracht und die damit verbundenen Traditionen werden auch heute noch in den Bückeburger Trachtengruppen beziehungsweise Dorfjugenden gelebt. Auf den sogenannten Erntefesten führen die Trachtengruppen traditionelle Tänze in Bückeburger Tracht, wie zum Beispiel den Windmühlenflügel oder den Freischütz auf.

### Museen
Die Stadt beherbergt das Museum Bückeburg für Stadtgeschichte und Schaumburg-Lippische Landesgeschichte sowie das Hubschraubermuseum Bückeburg.
Der gemeinnützige Verein zur Erhaltung historischer Feuerwehrfahrzeuge, Geräte und Literatur Bückeburg e. V., gegründet 1996 hat mit dem Erwerb eines Tanklöschwagen TLF 24 von 1957 im Jahr 1996 begonnen, eine Sammlung feuerwehrtechnischer Geräte aufzubauen. Seit Einzug in die ehemalige Unterkunft des Zivil- und Katastrophenschutzes – gemeinsam mit dem Bereitschaftsdienst des Deutschen Roten Kreuzes Bückeburg – entstand im Obergeschoss, den ehemaligen Schulungs- und Büroräumen, ein Museum, das die Bedeutung und die Geschichte der fünf in Bückeburg tätigen Hilfsorganisationen dokumentieren soll. In diesem Museum sind der Arbeiter-Samariter-Bund, das Deutsche Rote Kreuz, die Deutsche Lebensrettungs-Gesellschaft, die Feuerwehr und das Technische Hilfswerk gemeinsam untergebracht.

### Bauwerke
Die Bückeburger Stadtkirche ist im Baustil der Weserrenaissance errichtet worden und gilt als der bedeutendste Kirchenbau des frühen Protestantismus in Norddeutschland. Unmittelbar an die Innenstadt grenzt das Schloss Bückeburg mit der Schlosskapelle an, das denselben Stil aufweist. Es liegt in einem ausgedehnten Park, in dem sich auch das Mausoleum (erbaut 1911–1915) des ehemaligen Fürstenhauses Schaumburg-Lippe befindet.
Das (neue) Palais wurde 1896 als Witwensitz für Fürstinmutter Hermine, geb. Prinzessin zu Waldeck-Pyrmont, erbaut. Im Zweiten Weltkrieg diente es als Reservelazarett. Die britischen Besatzungstruppen nutzten es als Offizierskasino. Heute ist hier eine berufsbildende Schule untergebracht.
Ferner befindet sich in Bückeburg die alte Jetenburger Kirche. Nördlich von Bückeburg im Schaumburger Wald befindet sich das Jagdschloss Baum.

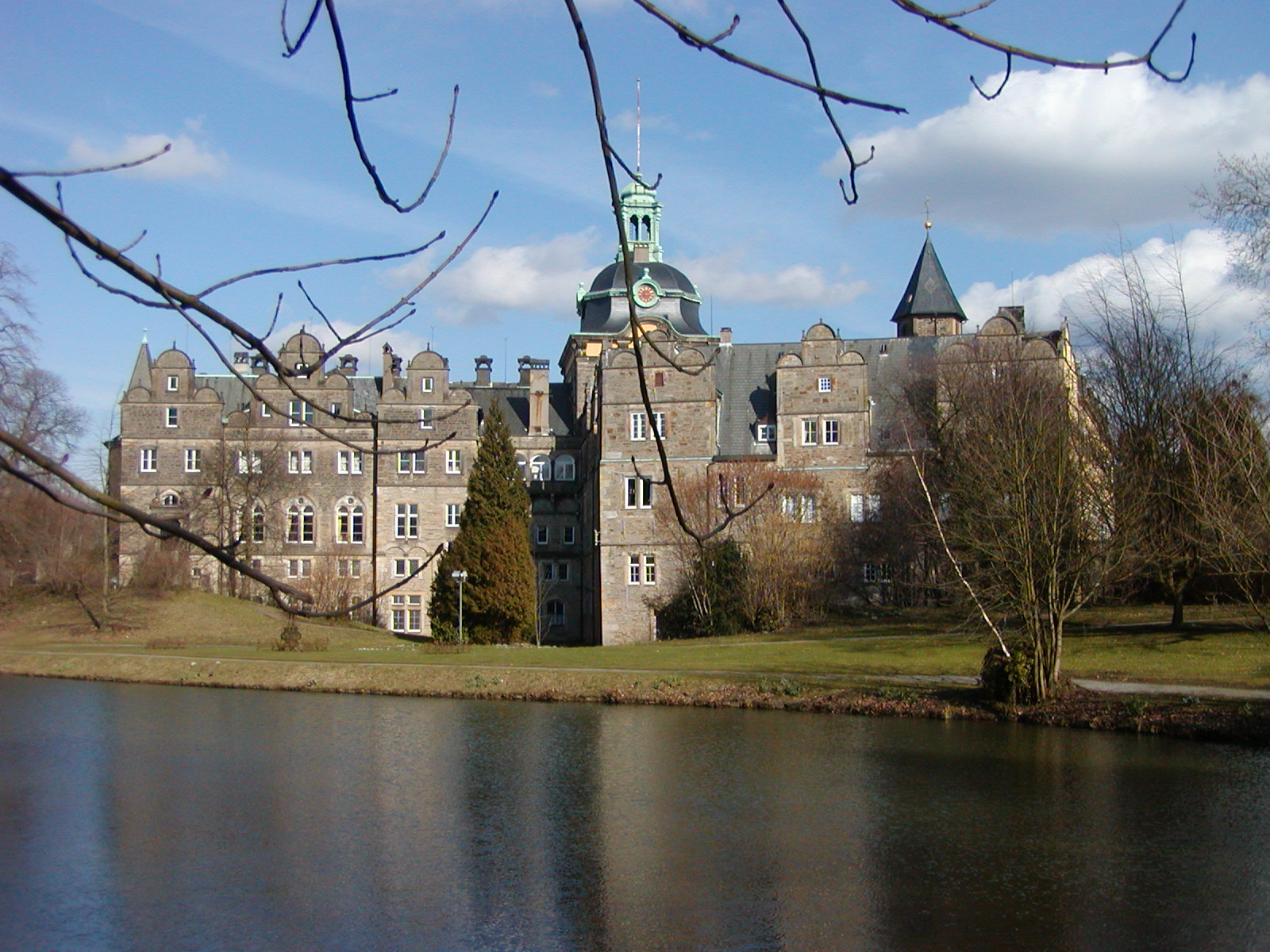
Schloss Bückeburg
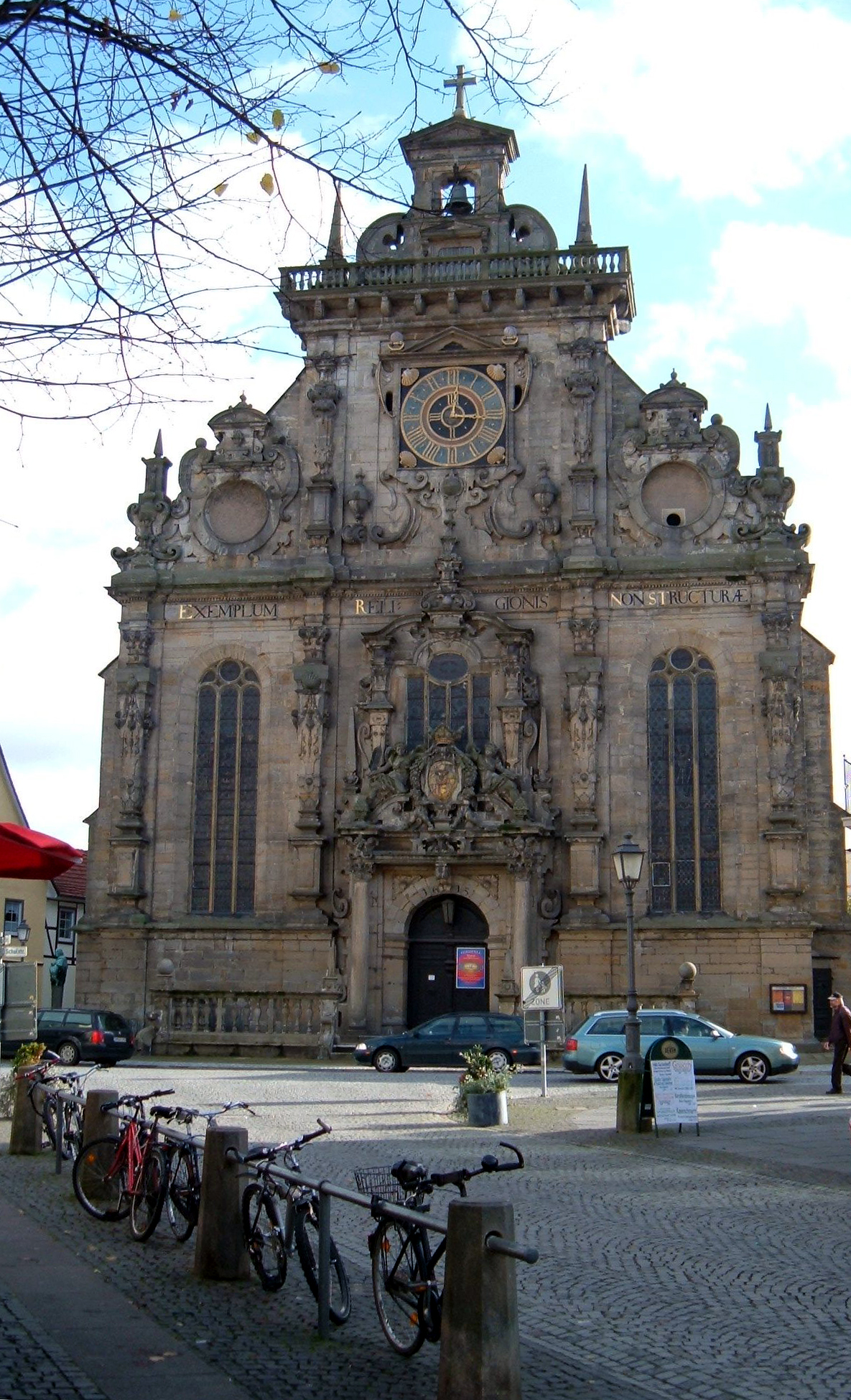
Stadtkirche
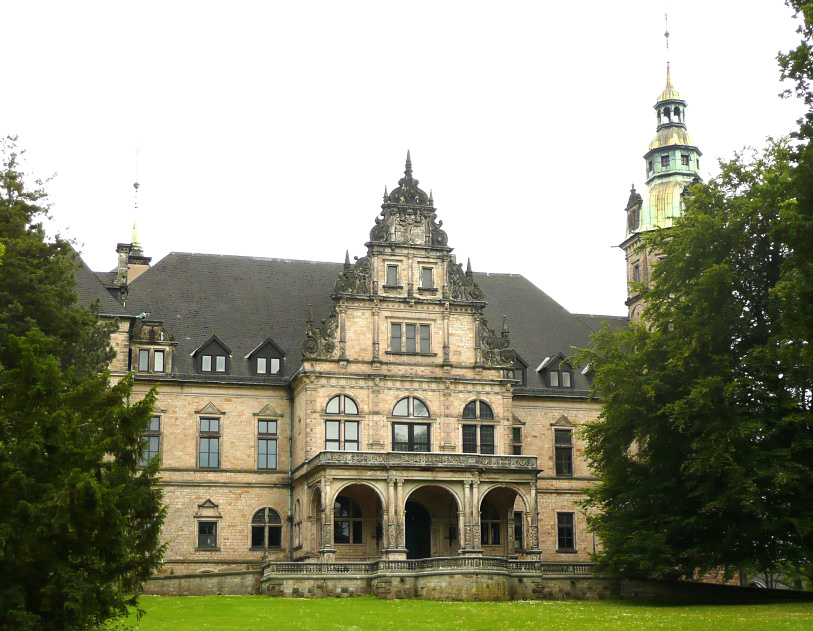
(Neues) Palais
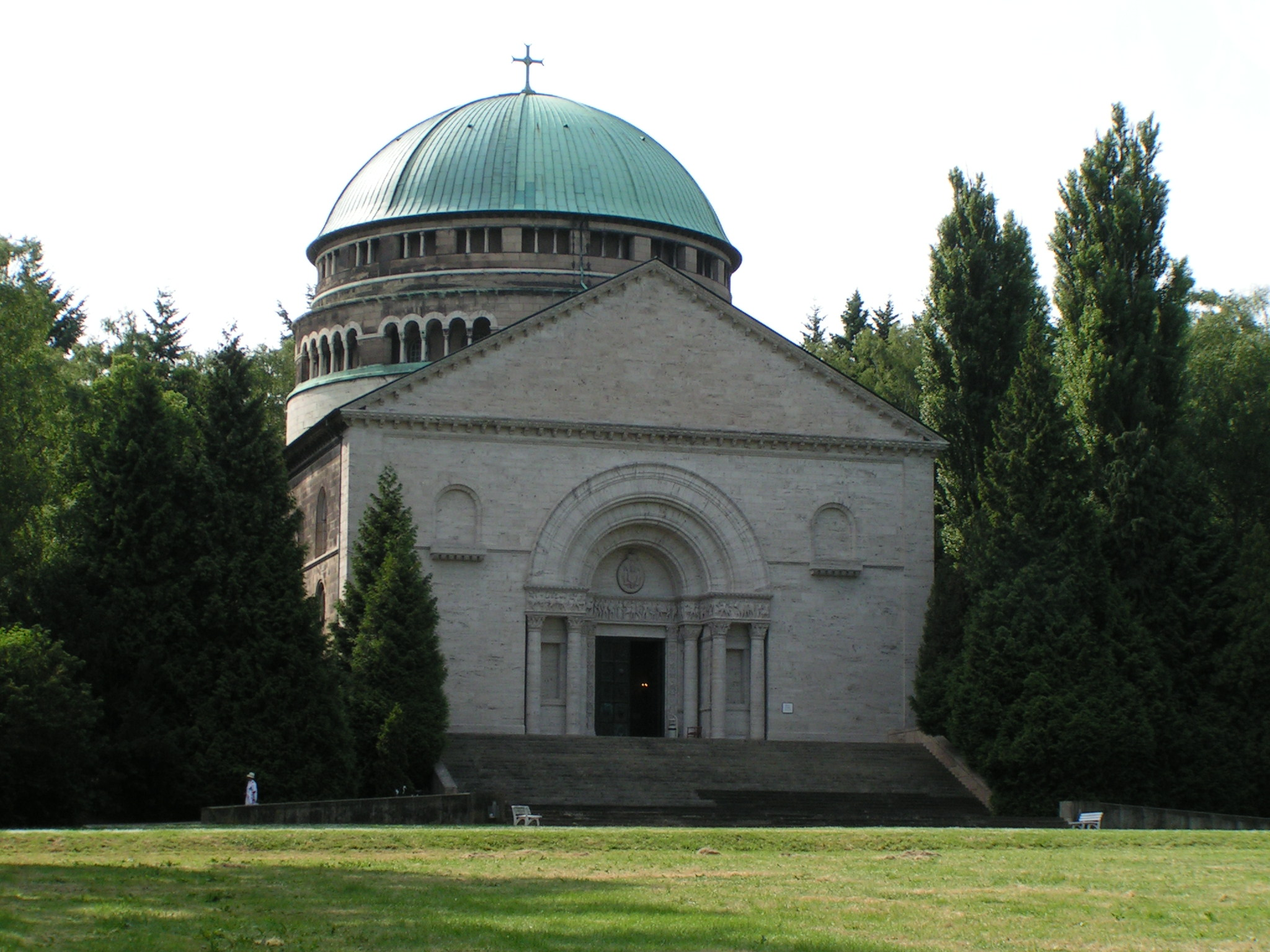
Mausoleum
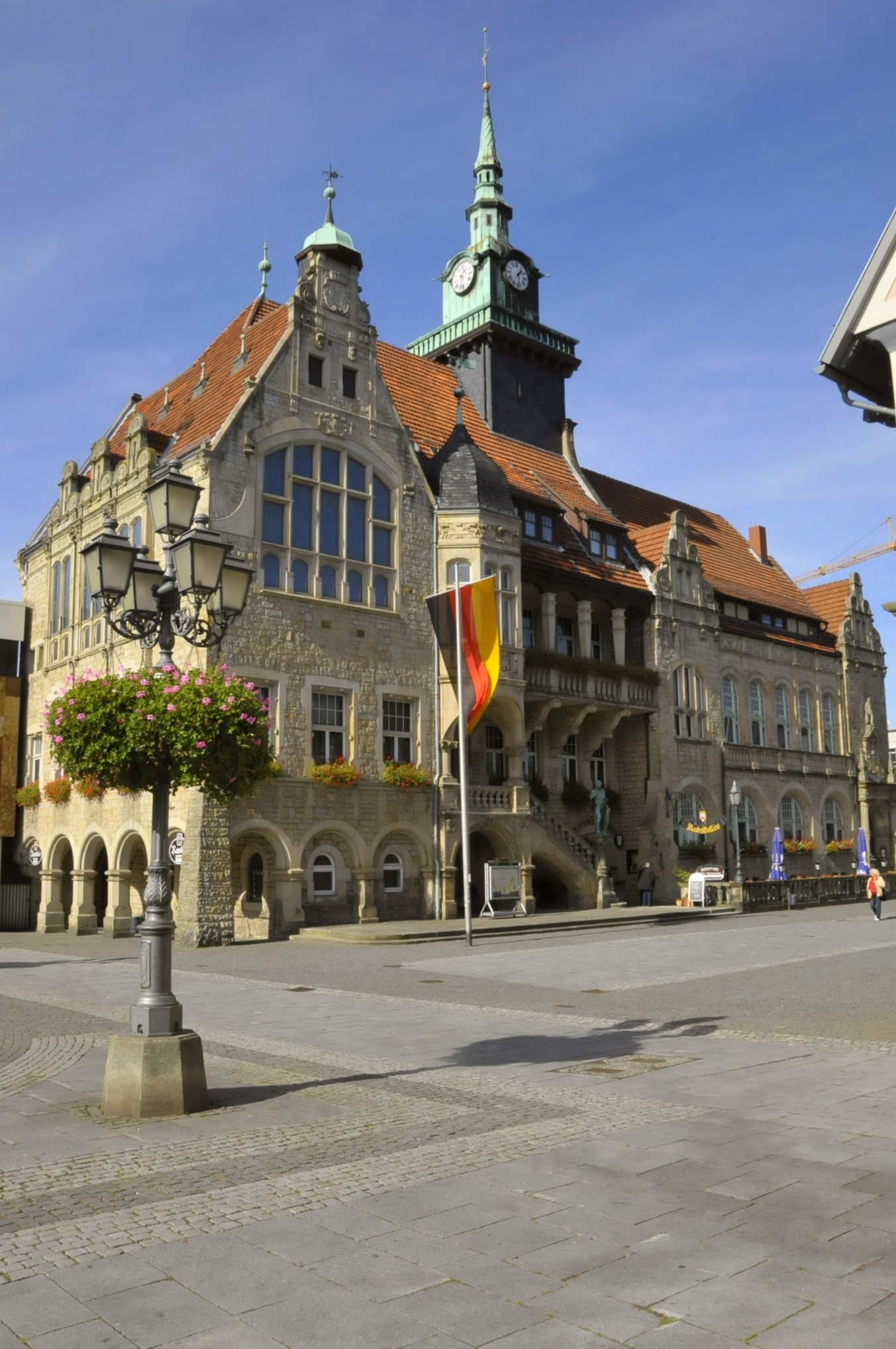
Rathaus
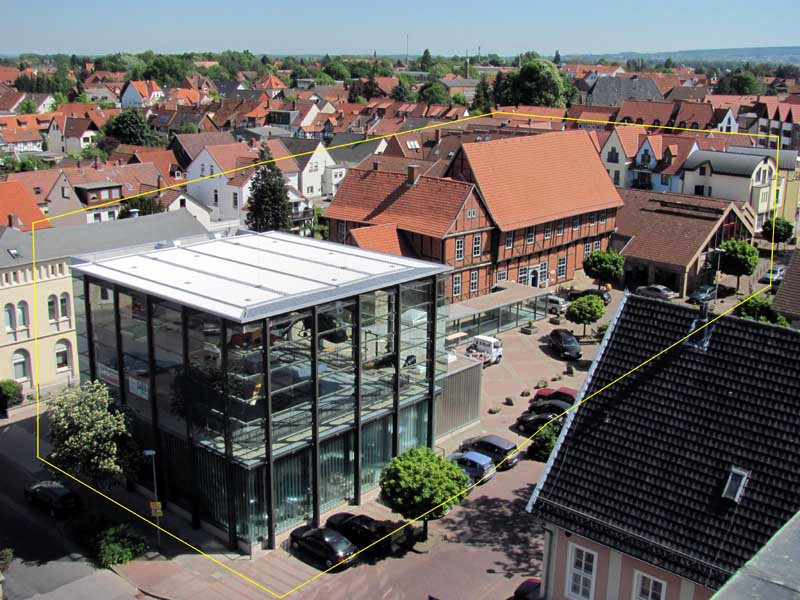
Hubschraubermuseum

### Grünflächen und Naherholung
Mit dem Schlosspark verfügt Bückeburg über eine 80 Hektar große Grünfläche, die sich angrenzend zur Innenstadt befindet. Namensgebend ist das Bückeburger Schloss, welches sich innerhalb des Schlossparks befindet. Der Schlosspark wurde ursprünglich um das Jahr 1600 als Renaissancegarten angelegt. In seiner Geschichte wurde er bereits mehrfach umgestaltet. Er diente beispielsweise als Barockgarten, Festung, Obst- und Küchengarten sowie Jagdpark und Golfplatz. Im Süden grenzt er an das Naturschutzgebiet Hofwiesenteiche, im Südwesten an den 1912 angelegten Mausoleumspark. Ein weiterer Park ist der denkmalgeschützte Palaisgarten, welcher im 19. Jahrhundert angelegt wurde.
Bückeburg grenzt des Weiteren an den bewaldeten Höhenzug Harrl, der von einigen gut ausgebauten Wanderwegen durchzogen wird. Auf dem höchsten Punkt in 211 m. ü. NN befindet sich der Idaturm, welcher mit seiner angeschlossenen Gastwirtschaft ein beliebtes Ausflugsziel bei Wanderern darstellt.
Das Naturschutzgebiet Bückeburger Niederung liegt nördlich der Stadt. Es wird von der Bückeburger Aue durchflossen und ist Lebensraum zahlreicher bedrohter Vogelarten. Des Weiteren befinden sich das Naturschutzgebiet Wietser Teiche und das Naturschutzgebiet Hofwiesenteiche innerhalb der Stadtgrenzen.

### Musik
1948 wurde der Chordirektor und Komponist Reinhold Joseph (* 1908), der von 1941 bis 1944 Abteilungsleiter für Klavier der Heeresmusikschule Frankfurt am Main und Bückeburg war, Direktor für Chor und Orchester Bückeburg. Das Blasorchester Bückeburger Jäger wurde 1949 von dem früheren Stabsmusikmeister der Heeresmusikschule, Paul Prager, gegründet und entwickelte sich bis heute zu einem der bekanntesten Blasmusikensembles in Deutschland. Aus dieser Formation erwuchs als Ableger eine Bigband mit gleichem Namen, aber mit Berufsmusikern besetzt. Seit Juli 1958 gastiert diese Gruppe im Nordseeheilbad Cuxhaven als Kurorchester.
Bückeburg ist Sitz des Kinder- und Jugendchores Schaumburger Märchensänger, der 1954 mit dem Lied „Mein Vater war ein Wandersmann“ („The Happy Wanderer“) einen weltweiten Überraschungserfolg erzielte. Das Lied konnte sich sogar in den Single-Charts von Großbritannien platzieren.
Weiterhin wird die Stadt in dem Lied „Straight Outta Bückeburg“ der Berliner Pop-Punkband Die Ärzte sowie in dem Lied „Sicherheitsdienst“ von Heinz Rudolf Kunze erwähnt.

### Kulinarisches
Laut Fürst Alexander zu Schaumburg-Lippe wurde die Currywurst nicht, wie es so oft heißt, 1949 in Berlin von Witwe Herta Heuwer, sondern in Bückeburg von Küchenmeister Ludwig Dinslage erfunden. Beweise dazu habe er in den Archiven von Schloss Bückeburg gefunden. Demnach soll Ludwig Dinslage, damals Küchenmeister der Schlossküche, das Gericht bereits im Jahr 1946 Soldaten der britischen Rhein-Armee serviert haben. Die Soße habe aus Aprikosenmarmelade, Tomatenketchup, Curry und Salz bestanden. In der Ausgabe der Westfalenpost vom 12. September 1984, ist bereits im Jahr 1984 ein Artikel mit der Überschrift „Warsteiner servierte Briten schon vor 38 Jahren Currywurst – Geburtsstunde im Schloss Bückeburg“ erschienen, der auch ein Zitat von Dinslages Ehefrau enthalten hat: „Ich kann mich noch genau daran erinnern, wie mein Mann nach Hause kam und voller Stolz von seinem Erfolg mit der neuen Soße zur Bratwurst erzählte.“

### Sport und Freizeit
Bückeburg bietet ein breit gefächertes Sportangebot, welches von über 30 Sportvereinen organisiert wird. Neben zahlreichen Breitensportarten wie Fußball, Volleyball, Hockey, Baseball, Leichtathletik und Schwimmen, lassen sich in Bückeburg auch eher weniger verbreitete Sportarten, wie Segelflug, Tauchen oder Rudern ausüben. Außerdem hat der Schützensport in Bückeburg eine lange Tradition und wird in mehreren Schützenvereinen ausgeübt.
Der VfL Bückeburg ist mit über 1.900 Mitgliedern der bedeutendste Sportverein in Bückeburg, der neben seiner mitgliederstarken Fußballabteilung über knapp 30 weitere Sportarten aus dem Bereich Breitensport verfügt. Die erste Herrenmannschaft des VfL tritt in der Fußball-Landesliga Niedersachsen an. Heimspiele finden im 3.000 Plätze umfassenden Jahnstadion statt.

### Archiv
Das Stadtarchiv befindet sich als Depositum im Staatsarchiv Bückeburg.

## Wirtschaft und Infrastruktur
Bückeburg gilt neben den beiden anderen großen Städten Stadthagen und Rinteln als bedeutender Wirtschaftsstandort im Landkreis Schaumburg. Der Dienstleistungssektor hat mit Abstand den größten Anteil an der heimischen Wirtschaft. Auch der Tourismus spielt für Bückeburgs Wirtschaft eine immer wichtigere Rolle.

### Unternehmen

#### Firmensitz in Bückeburg
- Bauerngut, Fleisch- und Wurstwarenhersteller mit rund 800 Beschäftigten in der Stadt
- Neschen, Hersteller für beschichtete Selbstklebe- und Digitaldruckmedien, rund 300 Mitarbeiter in Bückeburg (2016)
- Precima, Magnettechnik, 300 Mitarbeiter
- dbl Eggers Textilpflege, Miettextilien, ca. 200 Mitarbeiter
- GEMAC, Lagertechnik und Trennsysteme
- SE Spezial-Electronic, Hersteller für Spezial-Elektronik

#### Ehemalige Unternehmen
- Kögel, Fahrzeugbau (Standort wurde 1992 geschlossen)
- Kronenwerke, Brauerei und später Margarinefabrik, heute Veranstaltungsort

### Medien
Die örtliche Tageszeitung mit Hauptsitz in Bückeburg ist die Schaumburg-Lippische Landes-Zeitung. Außerdem berichten die Schaumburger Nachrichten und die Online-Zeitungen Bückeburg Lokal sowie SHG-Aktuell über Themen aus der ehemaligen Residenzstadt.

### Tourismus
Der Tourismus ist bedeutsam in Bückeburg aufgrund der historischen Bebauung in der ehemaligen Residenzstadt. Die Stadt ist Ausflugsziel bei überregional bekannten Veranstaltungen, wie der Landpartie oder dem Weihnachtszauber im Schloss. Neben diesen beiden Großveranstaltungen ist auch das Mittelalterlich Phantasie Spectaculum erwähnenswert, welches neben Bückeburg an 15 weiteren Standorten ausgetragen wird. 
In der Stadt besteht ein gastronomisches Angebot mit über 20 Restaurants. Ebenso gibt es eine Reihe von Übernachtungsmöglichkeiten durch Hotels, Pensionen, Ferienwohnungen oder Wohnmobilstellplätzen. Die Anzahl der Übernachtungen in Bückeburg belief sich im Jahr 2015 auf 27.897 und konnte damit gegenüber dem Vorjahr um 1,7 Prozent gesteigert werden.
Laut eines von Travelcircus durchgeführten Rankings, bei welchem über 1.000 Kleinstädte hinsichtlich ihrer Anzahl an Hashtags im sozialen Netzwerk Instagram analysiert wurden, belegte Bückeburg mit einer Anzahl von 10.292 Hashtags den 42. Platz. Im Jahr darauf konnte sich Bückeburg mit insgesamt 18.500 Hashtags auf den 34. Platz vorarbeiten. Im Jahr 2020 wurde mit 29.100 Postings Platz 29 erzielt und die Stadt mit dem Instagram-Star Award ausgezeichnet.

### Öffentliche Einrichtungen
Die Bundeswehr unterhält in Bückeburg die Jägerkaserne mit dem Kommando Hubschrauber und der 3. Kompanie/Feldwebelanwärter-/Unteroffizieranwärterbataillon sowie den Heeresflugplatz Bückeburg mit dem Internationalen Hubschrauberausbildungszentrum.
Der Niedersächsische Staatsgerichtshof, das Landgericht Bückeburg und das Amtsgericht Bückeburg dienen der Judikative und die Staatsanwaltschaft Bückeburg ist für die Strafverfolgung und -vollstreckung zuständig. Die Jugendarrestanstalt Bückeburg, eine Abteilung der Jugendanstalt Hameln mit 40 Arrestplätzen, wurde am 1. Januar 2012 wegen zu geringer Auslastung und Sanierungsbedarf geschlossen. Die Arrestplätze wurden von der Abteilung Verden der Justizvollzugsanstalt in Vechta übernommen.
Niedersächsisches Landesarchiv – Staatsarchiv Bückeburg ist einer von sieben Standorten des Niedersächsischen Landesarchivs.
Das Krankenhaus Bethel war ein Allgemeinkrankenhaus mit 166 Betten, das aber im Zuge der Fusion der drei im Kreisgebiet ansässigen Allgemeinkliniken zum Agaplesion Ev. Klinikum Schaumburg geschlossen wurde.

### Bildung
- Grundschule Am Harrl
- Grundschule Evesen
- Grundschule Meinsen-Warber
- Grundschule Im Petzer Feld
- Immanuel-Schule – Grundschule, freie christliche Schule
- Graf-Wilhelm-Schule – Hauptschule (auslaufend, mit der Herderschule zur neuen Oberschule zusammengelegt)
- Herderschule – Realschule (auslaufend, mit der Graf-Wilhelm-Schule zur neuen Oberschule zusammengelegt)
- Oberschule Bückeburg
- Gymnasium Adolfinum Bückeburg
- Ehemalige Landfrauenschule, heute Außenstelle der Berufsbildenden Schulen Rinteln
- Musikschule Schaumburger Märchensänger
- Bernd-Blindow-Schulen[80]
- Dr.-Kurt-Blindow-Schulen
- Schulen Dr. Wolfgang Blindow
- Studienzentrum der Diploma Hochschule[81]

### Verkehr

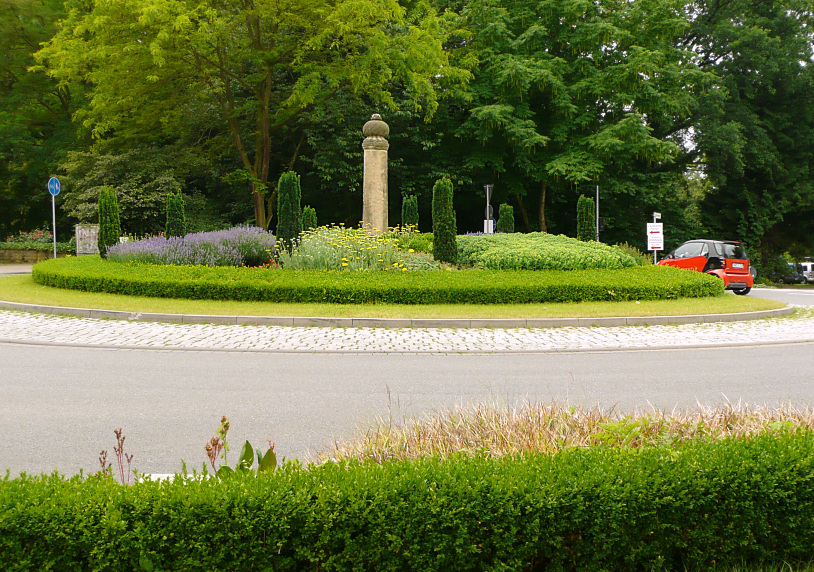
Begrünter Verkehrskreisel am Innenstadtrand

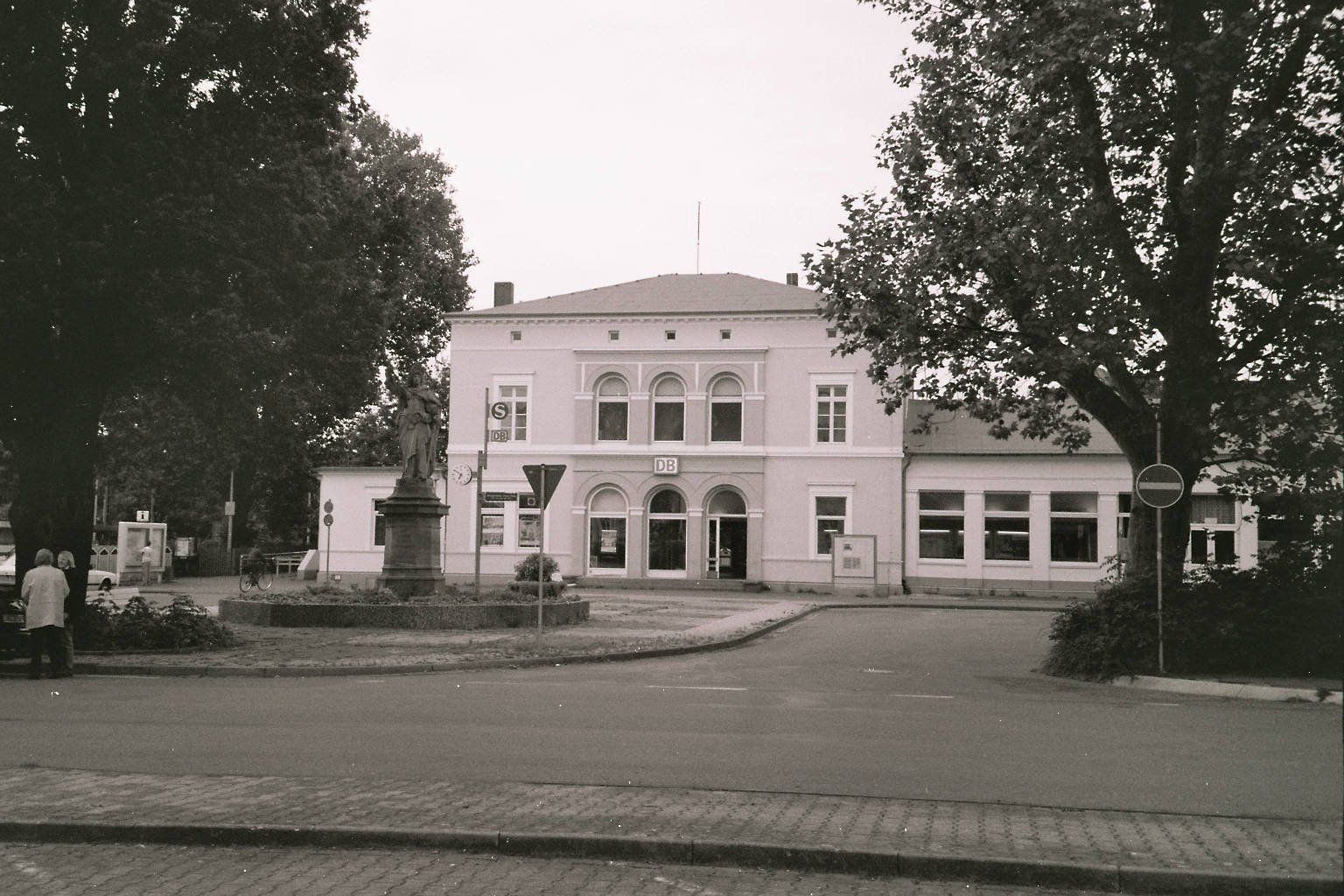
Bahnhof

Die Stadt liegt an der Bundesstraße 65 und am Nordende der Bundesstraße 83. Über die B 83 ist die Ost-West-Fernverbindung der Bundesautobahn 2 zu erreichen, die wenige Kilometer südlich an der Stadt vorbei führt.
Die Stadt hat 2013 ein Radverkehrskonzept beschlossen, nach dem die Infrastruktur für den Fahrradverkehr weiter ausgebaut werden soll. Die touristische Radroute „Landtour Bückeburg“ verbindet die Stadt mit einer Rundtour durch die Umgebung.
Seit dem Jahr 1848 ist Bückeburg ans Eisenbahnnetz angebunden.(S. 175) Der Bahnhof Bückeburg liegt an der Bahnstrecke Hannover–Minden und wird im Stundentakt von RE-Zügen nach Hannover–Braunschweig und Minden–Löhne (weiter alle zwei Stunden bis Bielefeld oder Osnabrück–Rheine) bedient. Diese Leistungen werden seit dem 13. Dezember 2015 von der Westfalenbahn erbracht. Seit dem Jahr 2000 ist Bückeburg zudem ans Netz der S-Bahn Hannover angeschlossen.
Der regionale Busverkehr erfolgt im Rahmen der Schaumburger Verkehrs-Gesellschaft.
Der bei Bückeburg 1916 eröffnete Mittellandkanal führt in etwa fünf Kilometer Entfernung nördlich am Stadtzentrum vorbei.(S. 275) Bückeburg ist an diese Bundeswasserstraße über die Häfen Bückeburgs angeschlossen. Der erste Hafen, der auch einen Schienenanschluss hat, entstand im Ortsteil Berenbusch und durch Eingemeindung kam 1974 die Lände in Rusbend hinzu.
Der nächste Flughafen ist der Flughafen Hannover in Langenhagen, der über die Bundesautobahn 2 sowie mit der S-Bahn zu erreichen ist. Verkehrslandeplätze für kleinere Sportflugzeuge befinden sich in den Nachbarstädten Rinteln in 10 km Entfernung und der Flugplatz Porta in Porta Westfalica in 20 km Entfernung. Außerdem besitzt Bückeburg einen Flugplatz, der durch die Bundeswehr genutzt wird, sowie das südlich der Stadt gelegene Segelfluggelände Bückeburg-Weinberg in den Wiesen nach Kleinenbremen.

## Persönlichkeiten

### Söhne und Töchter der Stadt

#### Bis 1800
- Erich von Schaumburg (um 1520–1563), Adliger
- Ernst (1569–1622), regierender Graf von Schaumburg und von Holstein-Pinneberg
- Adolph Wilhelm Rottmann (1616–1689), evangelischer Theologe
- Philipp Johann Tilemann, gen. Schenck (1640–1708), evangelischer Theologe, Hochschullehrer und Schriftsteller
- Friedrich Christian Graf zu Schaumburg-Lippe (1655–1728), Landesherr von Schaumburg-Lippe
- Albrecht Wolfgang Graf zu Schaumburg-Lippe (1699–1748), Militär- und Heerführer, Landesherr von Schaumburg-Lippe
- Heymann Heine, eigentlich Chaijm Bückeburg (unbek.–1780), Kaufmann in Hannover, Großvater des Schriftstellers Heinrich Heine
- Friedrich Esaias Pufendorf (1707–1785), Universalgelehrter
- Johann Christoph Dommerich (1723–1767), lutherische Theologe und Philosoph
- Jacques-Henri Meister (1744–1826), deutsch-schweizerischer Theologe, Aufklärer und Mitherausgeber der Correspondance littéraire, philosophique et critique
- Wilhelm Friedrich Ernst Bach (1759–1845), Musiker und Komponist
- Friedrich Accum (1769–1838), Chemiker
- Gottfried von Herder (1774–1806), Hofmedikus in Weimar, Sohn von Johann Gottfried Herder
- Sigismund August Wolfgang von Herder (1776–1838), Geologe und Mineraloge, Sohn von Johann Gottfried Herder
- Ernst Wilhelm Meyer (1779–1868), Orgelbauer
- Georg Wilhelm (1784–1860), erster Fürst zu Schaumburg-Lippe, sorgte dafür, dass die Stadt an die Bahnstrecke Minden–Hannover angeschlossen wurde[6]
- Carl Ludwig Althans (1788–1864), preußischer Bergrat, Leiter der königlich-preußischen Hütte Sayn
- Clemens von Althaus (1791–1836), Offizier in den südamerikanischen Befreiungskriegen

#### 19. Jahrhundert
- Johann Wilhelm Reischauer (1803–1872), Kaufmann und Mitglied der kurhessischen Ständeversammlung
- Johann Hermann August Capaun-Karlowa (1804–1875), Oberappellationsgerichtsrat
- Carl Schütz (1805–1892), Philologe, Sanskrit-Forscher, Übersetzer und Gymnasialprofessor
- Heinrich Strack (1805–1880), Architekt der Schinkel-Schule, baute unter anderem die Berliner Siegessäule
- Friedrich Karl Meier (1808–1841), evangelischer Theologe und Hochschullehrer, geboren in Meinsen
- Johann Louis Tellkampf (1808–1876), Nationalökonom, Abgeordneter im Paulskirchenparlament und im Deutschen Reichstag
- Viktor von Strauß und Torney (1809–1899), fürstlich schaumburg-lippescher Minister
- Carl Quentin (1810–1862), Politiker der demokratischen Bewegung, Reiseschriftsteller, Immobilienunternehmer und Senator im Senat von Wisconsin
- Ernst Heinrich Meier (1813–1866), Orientalist und Erzählforscher (geboren in Rusbend)
- Adolf I. Georg (1817–1893), Fürst zu Schaumburg-Lippe
- Adelheid Christine zu Schaumburg-Lippe (1821–1899), Herzogin von Schleswig-Holstein-Sonderburg-Glücksburg
- August Hövemeyer (1824–1878), Historienmaler
- Julius Martin Weißich (1824–1898), Politiker (NLP), Reichstagsabgeordneter
- Carl Bargheer (1831–1902), Geiger, Kapellmeister, Komponist und Geigenlehrer
- Reinhold Meyer (1833–1910), Arzt, Geheimer Sanitätsrat und Ehrenbürger der Stadt Salzuflen
- Wilhelm zu Schaumburg-Lippe (1834–1906), Adliger,  k. u. k. General der Kavallerie
- Lothar von Strauß und Torney (1835–1903), preußischer Generalmajor
- Otto Karlowa (1836–1904), Rechtswissenschaftler und Romanist
- Hugo von Strauß und Torney (1837–1919), preußischer Landrat, Senatspräsident am Oberverwaltungsgericht in Berlin
- Clemens Schultze (1839–1900), Hofpianist und Komponist
- Hedwig von Schreibershofen (1840–1922), Schriftstellerin
- Wilhelm Begemann (1843–1914), freimaurerischer Historiker
- Adolf Mensing (1845–1929), Seeoffizier
- Georg (Schaumburg-Lippe) (1846–1911), Fürst zu Schaumburg-Lippe
- Georg Langerfeldt (1846–1903), Jurist und Mitglied des Deutschen Reichstags
- Wilhelm Eugen von Württemberg (1846–1877), Stabsoffizier
- Heinrich Stegmann (1846–1901), Ingenieur und Unternehmer
- Ernst-August von Laffert-Woldeck (1847–1891), Amtshauptmann
- Albert Biesantz (1848–1898), Politiker (Freisinnige Volkspartei), MdR
- Georg Barkhausen (1849–1923), Bauingenieur
- Ida zu Schaumburg-Lippe (1852–1891), Prinzessin aus dem Haus Schaumburg-Lippe und durch Heirat von 1872 bis zu ihrem Tod Fürstin Reuß älterer Linie
- Karl von Laffert-Woldeck (1852–1920), Generalleutnant
- Karl Fuhr (1853–1917), Altphilologe und Lehrer
- Ernst Harmening (1854–1913), Politiker (Deutsche Freisinnige Partei), MdR
- Otto Heinrich zu Schaumburg-Lippe (1854–1935), Adliger
- Heinrich Spring (1856–1909), Landrat
- Max Ballerstedt (1857–1945), war Lehrer am Gymnasium Adolfinum, er erwarb sich große Verdienste in der Paläontologie
- Konrad Wippermann (1858–1935), Landespolitiker in Schaumburg-Lippe und Vorsitzender der Landesregierung
- Friedrich von Campe (1858–1938), General der Artillerie
- Adolf zu Schaumburg-Lippe (1859–1916), General der Kavallerie
- Hans Battermann (1860–1922), Astronom in Berlin und Königsberg
- Rudolf von Campe (1860–1939), Regierungspräsident in Minden
- Heinrich Schwiering (1860–1948), Genre-, Porträt- und Landschaftsmaler der Düsseldorfer Schule
- Hermann Rinne (1861–1929), Politiker (DDP)
- Wilhelm Wiegmann (1864–1929), Heimatforscher, Abgeordneter und Landtagspräsident des Schaumburg-Lippischen Landtages, geboren in Evesen
- Martin von Campe (1866–1931), Landeshauptmann der Provinz Hannover
- Hermann Schmidt (1870–1928), Schlossermeister und Politiker (DNVP)
- Theodor Meyer-Steineg (1873–1936), Jurist, Augenarzt, Medizinhistoriker und Komponist
- Lulu von Strauß und Torney (1873–1956), Schriftstellerin
- Albert Biesantz (1873–1940), Theaterschauspieler
- Heinrich Böhning (1873–1964), Politiker (SPD), geboren in Scheie
- Karl Georg Freiherr von Hammerstein-Gesmold (1873–1932), Landrat
- Toni Lessler (1874–1952), Pädagogin, Schulgründerin und -leiterin
- Heinrich Nerge (1875–1957), Politiker (SPD), geboren in Röcke
- Clemens Schultze-Biesantz (1876–1935), Verleger und Komponist
- Hermann Muckermann (1877–1962), Biologe, Anthropologe und Rassentheoretiker
- Wilhelm Pöhler (1880–1945), Gewerkschafter und Politiker (SPD)
- Friedrich Muckermann (1883–1946), Ordenspriester, Publizist
- Hilmer Freiherr von Bülow (1883–1966), Generalleutnant der Luftwaffe
- Gertrud Leistikow (1885–1948), Tänzerin und Choreographin
- Wolrad zu Schaumburg-Lippe (1887–1962), Unternehmer
- Richard Muckermann (1891–1981), Politiker der Deutschen Zentrumspartei
- Kurt von Plettenberg (1891–1945), Forstmann und Angehöriger des engeren Kreises des Widerstandes vom 20. Juli 1944
- Karl Rust (1891–1960), Bürgermeister der Stadt Minden, geboren in Röcke
- Wilhelm von Apell (1892–1969), Generalleutnant
- Rudolf Harmening (1892–1963), Jurist und Ministerialbeamter
- George von der Decken (1898–1945), Offizier
- Karl Dreier (1898–1974), Politiker (NSDAP), Landespräsident des Freistaates Schaumburg-Lippe
- Ludwig Muckermann (1899–1976), Kaufmann und Diplomat
- Richard Sahla (1900–1942), Springreiter

#### 20. Jahrhundert
- Eberhard Schade (1902–1971), Ingenieur und Politiker (NSDAP)
- Heinrich Siekmeier (1903–1984), stellvertretender Gauleiter von Thüringen, geboren in Berenbusch
- Adolf Manns (1903–1985), Journalist und Politiker (NSDAP)
- Friedrich Brinkmann (1905–1980), Schuhmacher und Ortsheimatpfleger in Lahde
- Wolrad Schwertfeger (1905–1992), Jurist und Politiker
- Friedrich Christian zu Schaumburg-Lippe (1906–1983), hochrangiger NS-Funktionär
- Heinz-Wilhelm Dünhaupt (1912–1998), Großmeister im Fernschach
- Hans-Jürgen Wiehe (1917–1985), Journalist, Sachbuchautor und Verfassungsschutzbeamter
- Kurt Vethake (1919–1990), Autor, Hörspielregisseur und -produzent, geboren in Müsingen
- Heinz Grote (1925–2023), Fernsehjournalist, Chefredakteur der „Aktuellen Kamera“
- Paul Dobrinski (1927–2009), Physiker
- Joachim Scheer (1927–2020), Bauingenieur
- Claus Grote (* 1927), Kernphysiker
- Friedrich Wilhelm Räuker (1928–2015), Journalist und Rundfunkintendant
- Joachim Maßner (1930–2016), Pfarrer der Evangelisch-lutherischen Landeskirche Hannovers und Superintendent in Peine und Osnabrück
- Willi Pöhler (1934–2023), Soziologe
- Friedrich Mevert (* 1936), Sportfunktionär
- Les Scheinflug (* 1938), australischer Fußballspieler und -trainer
- Helga Botermann (* 1938), Althistorikerin
- Ernst Kastning (* 1938), Politiker (SPD)
- Ernst Kampermann (* 1938), Geistlicher Vizepräsident im Landeskirchenamt Hannover der Evangelisch-lutherischen Landeskirche Hannovers
- Friedrich Pörtner (* 1942), Politiker (CDU), Mitglied des Landtags Niedersachsen
- Bernd Six (* 1943), Sozialpsychologe
- Antje Eske (* 1943), Künstlerin
- Rainer Kaune (* 1945), Autor, Pädagoge
- Johannes Kramer (1946–2023), Romanist, Sprachwissenschaftler und Hochschullehrer
- Hans Heinrich Driftmann (1948–2016), Offizier, Unternehmer, Präsident des Deutschen Industrie- und Handelskammertages
- Walter Witzel (* 1949), Politiker (Bündnis 90/Die Grünen)
- Frank Herzog (1949–2022), Maler, Bildhauer und Zeichner
- Reinhold Kauder (* 1950), Kanute
- Wolfgang Ebeling (1951–2025), Mathematiker
- Jürgen Paschke (* 1952), Publizist, Bundesvorsitzender des Blauen Kreuzes
- Bernd Ziesemer (* 1953), Journalist
- Michael Requardt (* 1953), Schuldnerberater
- Heinrich Christian Rust (1953–2024), Theologe
- Klaus-Dieter Kuhnert (* 1954), Robotiker
- Peter Röbke (* 1954), Musikpädagoge
- Eckhard Bolenz (* 1955), Historiker
- Martin Klingst (* 1955), Journalist, Autor
- Karsten Mützelfeldt (* 1958), Journalist, Hörfunkmoderator
- Michael Böhm (* 1958), Kardiologe
- Michael Hull (* 1959), erfolgreichster deutscher Profitänzer aller Zeiten, zehnfacher Weltmeister
- Bernd Hilder (* 1959), Journalist und Medienmanager
- Dagmar Hühne (* 1960), Journalistin und Autorin
- Frank Kirchhoff (* 1961), Virologe, Hochschullehrer
- Bernd Schütte (1961–2024), Mittelalterhistoriker
- Jörg Deventer (* 1961), Historiker
- Torsten Sasse (* 1963), Dokumentarfilmer
- Jürgen Janek (* 1964), Physikochemiker
- Jörg Freiling (* 1964), Wirtschaftswissenschaftler
- Nané Lénard (* 1965), Schriftstellerin, bürgerlicher Name Nicolé-Annette Holzendorff, geb. Leonhard
- Oliver Bott (* 1968), Informatiker
- Peter Trabner (* 1969), Schauspieler
- Timo Maas (* 1969), Techno- und House-DJ
- Gunda Gottschalk (* 1969), Violinistin
- Katrin Engelking (* 1970), Kinderbuchillustratorin
- Robert Palikuća (* 1978), Fußballspieler
- Massimilian Porcello (* 1980), Fußballspieler
- Lisa Kreißler (* 1983), Schriftstellerin
- Marja-Liisa Völlers (* 1984), Politikerin
- Fräulein Plastique (* 1986), Model, Sängerin bei der Band Welle: Erdball
- Fabian Böke (* 1986), Basketballspieler
- Ruwen Filus (* 1988), Tischtennisspieler, Mitglied der deutschen Nationalmannschaft
- Andre Schiebler (* 1991), Mitglied des deutschen Musik- und Comedian-Trios ApeCrime
- Christopher Bolte (* 1992), Musiker und Musikproduzent
- Daniel Masur (* 1994), Tennisspieler
- Luna Bulmahn (* 1999), Leichtathletin
- Merle Homeier (* 1999), Leichtathletin
- Lilly Blaudszun (* 2001), Politikerin (SPD) und Influencerin
- Maximilian Franke (* 2002), Fußballspieler

### Personen, die mit der Stadt in Verbindung stehen
- Johann Kasimir von Monkewitz (1722–1789), Oberstleutnant des Schaumburg-Lippe-Bückeburgischen Karabinier- und Jäger-Korps im Siebenjährigen Krieg und lebte bis zu seinem Tod in Bückeburg.
- Johann Christoph Friedrich Bach (1732–1795), Musiker und Komponist, wurde 1750 Mitglied der Hofkapelle, übernahm 1755 deren Leitung und war ab 1755 bis zu seinem Tod im Jahr 1795 als Hofkapellmeister am Bückeburger Hof tätig.
- Thomas Abbt (1738–1766), Schriftsteller und Philosoph, 1765 bis 1766 schaumburg-lippischer Hof-, Regierungs- und Konsistorialrat sowie Patronus scholarum.
- Johann Gottfried Herder (1744–1803), Dichter, Theologe und Philosoph, wirkte von 1771 bis 1775 als Hauptprediger, Superintendent und Konsistorialrat in Bückeburg.
- Bernhard Christoph Faust (1755–1842), Mediziner, war von 1788 bis 1842 Hofrat und Leibarzt des Fürstenhauses.
- Josef Heyne, ein Vetter des Großvaters von Heinrich Heine, betrieb ab 1799 ein Bankgeschäft, in dessen Haus später das Gasthaus „Zur Falle“ eingerichtet wurde.
- Baronin Louise Lehzen (1784–1870), von 1814 bis 1842 Gouvernante Queen Victorias, lebte von 1842 bis zu ihrem Tod im Jahr 1870 in Bückeburg.
- Iwan Müller (1786–1854), Komponist und Instrumentenbauer.
- Karl von Plettenberg (1852–1938), General der Infanterie, lebte in Bückeburg.
- Richard Sahla (1855–1931), Violinist und Dirigent, war von 1888 bis 1918 Chefdirigent der fürstlichen Hofkapelle; er starb 1931 in Bückeburg.
- Hermann Löns (1866–1914), Journalist und Schriftsteller, war von 1907 bis 1909 Redakteur der Schaumburg-Lippischen Landes-Zeitung.
- Adolf Holst (1867–1945), Prinzenerzieher, Hofbibliothekar, Kinderbuchautor; lebte seit 1901 in Bückeburg.
- Heinrich Zwitzers (1873–1947), Jurist, Politiker (DVP) und Präsident des Landgerichts Bückeburg
- Wilhelm Külz (1875–1948), Politiker, war 1904 bis 1912 Bürgermeister, ab 1909 Oberbürgermeister in Bückeburg und 1926 Reichsinnenminister in den Kabinetten der Kanzler Hans Luther und Wilhelm Marx.
- Karl von Bodecker (1875–1957), deutscher Konteradmiral der Kriegsmarine lebte bis zu seinem Tod in Bückeburg
- Wilhelm Mensching, Pastor in Petzen (1920 bis 1952), versteckte von 1943 bis 1944 im Pfarrhaus eine Jüdin vor den Nazis und wurde dafür 2001 von der israelischen Gedenkstätte Yad Vashem als „Gerechter unter den Völkern“ geehrt; gründete 1948 am Bückeburger Weinberg das Internationale Freundschaftsheim.
- Ernst Torgler (1893–1963), Politiker, von 1929 bis 1933 KPD-Fraktionsvorsitzender im Reichstag und einer der Angeklagten im Reichstagsbrandprozess, arbeitete von 1945 bis 1948 in der Bückeburger Stadtverwaltung.
- Bernhard Sturtzkopf (1900–1972), Architekt, ein Vertreter des Neuen Bauens, lebte bis zu seinem Tod in Bückeburg
- Heinrich Goertz (1911–2006), Bühnenbildner, Dramaturg, Maler, Journalist und Schriftsteller, starb in Bückeburg
- Herbert Saß (1922–1989), Politiker (SPD), unter anderem Mitglied des Niedersächsischen Landtages, lebte und wirkte in Bückeburg
- Karl Lieffen (1926–1999), Schauspieler, wurde an der Heeresmusikschule ausgebildet.
- Willy Schnell (* 1927), Oboist und Mitglied des Württembergischen Staatsorchesters und der Bachakademie Stuttgart, wurde an der Heeresmusikschule ausgebildet.
- Hans Blum (1928–2024), Pianist, Bassist, Schlagerkomponist, wurde an der Heeresmusikschule ausgebildet.
- James Last (1929–2015), Bassist, Komponist und Bandleader, wurde an der Heeresmusikschule ausgebildet.
- Horst „Hackl“ Fischer (1930–1986), Trompeter, wurde an der Heeresmusikschule ausgebildet.
- Helmut Preul (1933–2001), wiederholt ehrenamtlicher Bürgermeister der Stadt Bückeburg, Träger des Bundesverdienstkreuzes, Träger des Ordens Oranje-Nassau der holländischen Königin, eine seltene Auszeichnung für deutsche Staatsbürger.
- Hans-Jochen Jaschke (1941–2023), Weihbischof im Erzbistum Hamburg, wuchs in Bückeburg auf.
- Heinrich Christian Rust (1953–2024), baptistischer Theologe und Buchautor, wuchs in Bückeburg auf.
- İlknur Boyraz (* 1970), Schauspielerin, wuchs in Bückeburg auf